# Noise (Musik)
Noise (englisch Geräusch, Krach, Lärm) ist ein avantgardistisches, experimentelles und popkulturelles Musikgenre, das zum Ende der 1970er-Jahre aus der langen Tradition musikalischer Praxis entstand. In diesem Genre ersetzt oder ergänzt der Einsatz von Geräuschen die Harmonien, Melodien und den tonalen Klang. Aufgrund der Vielzahl an Herangehensweisen und Intensitäten der Umsetzung existiert unter dem Begriff Noise kein einheitliches Klangbild. Die Interpreten des Genres arbeiten auf jeweils eigene Weise am Klang selbst. Eine allgemeingültige Gemeinsamkeit im Klang oder im Instrumentarium gibt es daher nicht. Vielmehr ist der Stil durch das gezielte Auslassen oder Brechen traditioneller musikalischer Elemente wie Melodie, Rhythmus und Struktur in unterschiedlichen Formen geprägt.
Noise stellt eine bewusste Abkehr von gewohnten musikalischen Formen dar. Die Interpreten des Noise neigen dazu, die Unterscheidung zwischen musikalischen und nicht-musikalischen Klängen der herkömmlichen Musikpraxis radikal in Frage zu stellen. Durch die Umkehr und Erweiterung des akustischen Repertoires und Vokabulars verschieben sie die Begrifflichkeit von Musik. Entsprechend gilt Noise als Musik, die die musikalischen Möglichkeiten des Unmusikalischen und die unmusikalischen Möglichkeiten des Musikalischen erforscht.
Im Klassifikationsschema, das zwischen E- und U-Musik unterscheidet, steht Noise als kulturindustriell subversive U-Musik der Popkultur in einer Tradition und Parallelität zu Entwicklungen, die eher der E-Musik zugerechnet werden, darunter Bruitismus, Musique concrète und Neue Musik. Allerdings entwickelte sich Noise aus den Strömungen des Jazz sowie der Pop-, speziell der Rockmusik und etablierte sich bis zum Ende der 1970er-Jahre als eigenständiges Genre. Trotz des Begriffs Noise (Geräusch beziehungsweise Lärm) ist Noise nicht unmittelbar mit dem Bruitismus oder der Musique concrète verwandt, deren Ausgangspunkt oft Geräusche wie Eisenbahnen oder Motorengeräusche waren, die arrangiert und mit klassischen Instrumenten kombiniert wurden. Insbesondere im Bruitismus hatte das Geräusch eine programmatische Bedeutung, die unter anderem auf Symbole des Fortschritts verwies. Dennoch verweisen Interpreten und Genrechronisten des popkulturellen Noise und seiner Spielformen auf den Futurismus als wichtigen konzeptionellen Vorläufer des Genres.
Als popkulturelles Genre entstand Noise in der kulturellen Verschränkung von Entwicklungslinien des Artrock, Free Jazz und Happening – zwischen Industrial, No Wave und Post-Punk. Insbesondere Teile des No Wave, Industrial und Post-Punk gelten als Ur-Genre oder Frühformen des Noise. Die unterschiedlichen Ursprünge und Traditionslinien führten in den 1970er- und 1980er-Jahren zu einem Anstieg an Interpreten und Spielweisen, die dem Genre zugerechnet werden. Als erstes bekannt wurden darunter der britische Power Electronics und der heterogene japanische Japanoise. Gemein war den Stilen, dass sie anfangs dem Industrial/Post-Industrial und Post-Punk zugerechnet wurden. Mit den fortschreitenden technischen Möglichkeiten durch günstigere digitale und elektronische Instrumente, Effektgeräte und Produktionstechnik wuchs das Genre in und nach den 1990er-Jahren weiter – bis hin zu einer fortwährenden Hybridisierung mit anderen Stilrichtungen der Pop- und Rockmusik in den 2000er-Jahren und darüber hinaus. Bekannte Genres der 1990er-Jahre, die zumindest teilweise mit Noise in Verbindung gebracht werden, sind Dark Ambient, Digital Hardcore, Glitch, Clicks & Cuts, Jazzcore, Drone Doom, Death Industrial und Harsh Noise. In den 2000er-Jahren wurde insbesondere der Harsh Noise Wall als eine zeitgenössische und radikale Variante des Noise populär.

## Definition und Distinktion
Zusammenfassend lässt sich Noise als musikalische Praxis beschreiben, die sich an den Rändern des Hörbaren, des Erträglichen und des kulturell Kodierten bewegt. Die Distinktion zu anderen experimentellen Formen liegt weniger in einer spezifischen Klangästhetik als vielmehr in der radikalen Haltung gegenüber Konventionen der Musikproduktion, Klanggestaltung und Aufführungspraxis. Daher wird Noise in der musikwissenschaftlichen und kulturtheoretischen Literatur nicht als klar abgrenzbares Genre beschrieben, sondern als ästhetische Praxis, die sich durch den bewussten Einsatz von Störklängen, Materialität und klanglicher Überforderung auszeichnet. Die Beschreibung eines Musikgenres unter dem Begriff Noise erfolgte erst in den späten 1990er-Jahren und beginnt die Geschichtsschreibung des Noise als Musikgenre in den späten 1970er Jahren. Als musikalische Praxis wird jedwede Brechung der Tonalität des Bekannten und Gewohnten seit Beginn der Moderne als Aspekt oder Wegbereiter des Noise betrachtet. Als popkulturelles Genre beginnt Noise hingegen mit den Genres Power Electronics, Japanoise und dem sich durch den Kontext der Rockmusik abgrenzenden Noise-Rock.
Dabei folgt Noise einer inneren Logik, die von unterschiedlich gewichteten Kernimpulsen geleitet wird:
- Noise zielt auf die Erweiterung des Verständnisses von Musik. Die „radikale Wendung und Erneuerung etablierter musikalischer Handwerksformen, Produktionsmuster, Hörgewohnheiten und Aufführungspraxen“ steht daher zwingend in einem dialektischen Verhältnis zur bekannten und etablierten Musik.[1]
- Noise zielt auf eine Auflösung oder Pluralisierung und Liberalisierung des musikalischen Formenkanons (Harmonie, Melodie) zugunsten einer radikalen Erfahrung reinen Klangs.[2]
- Noise stellt das Experiment und die Improvisationen mit dem Klang in den Vordergrund. Traditionelle Songstrukturen der Popmusik sind nachrangig.[3]
- Noise zielt auf eine konfrontative, provokante und herausfordernde performative Erfahrung.[4][5]

### Noise als kulturelles Phänomen und musikalisches Spektrum

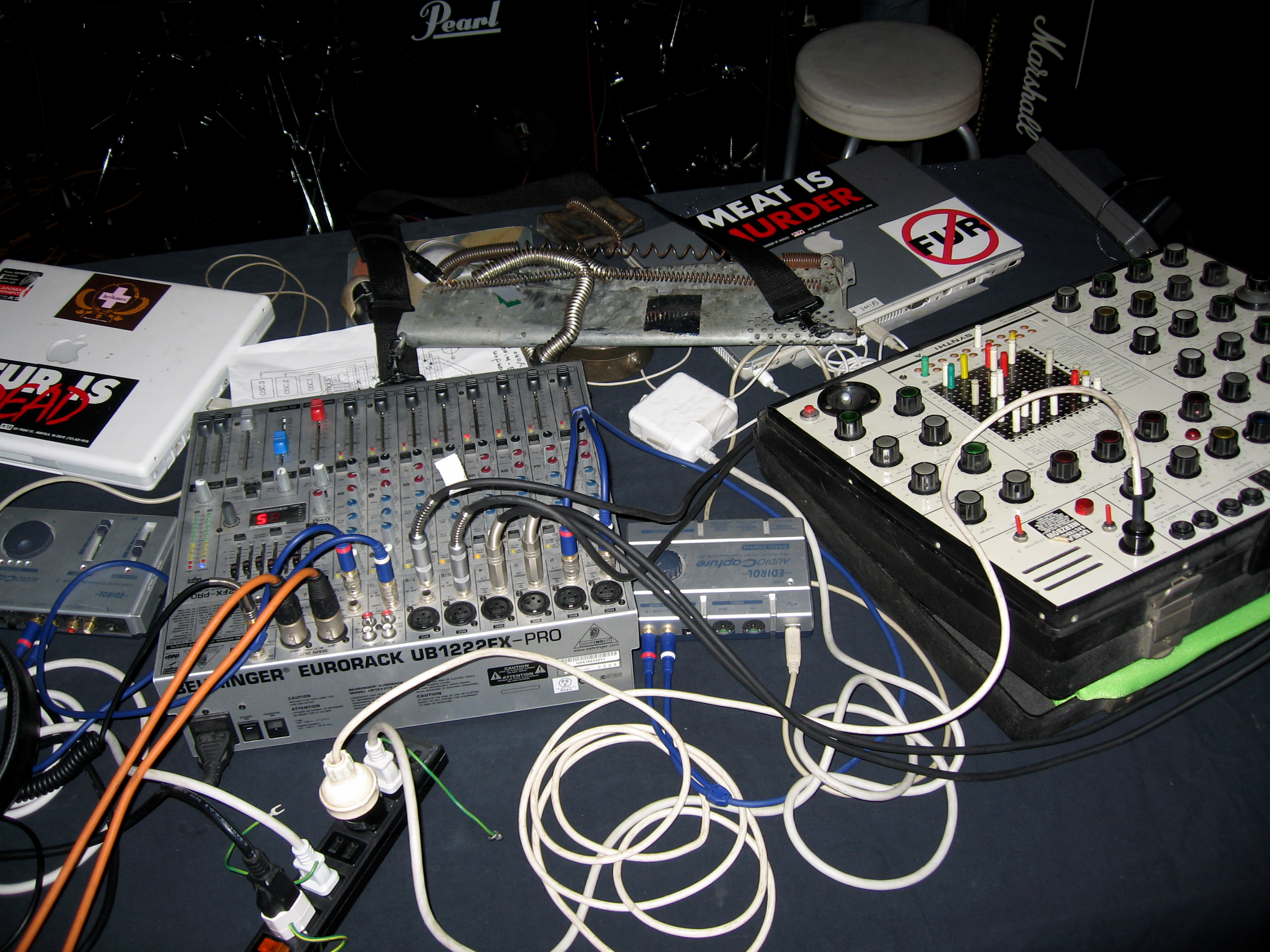
Das Setup von Merzbow, einem zentralen Akteur des Noise und Japanoise, vor einem Auftritt in Osaka im Jahr 2007

Der Sprachwissenschaftler Christian Bär beschreibt Noise als Sammelbezeichnung für Genre und Stile, die sich geräuschhaften und lärmenden Materialien öffnen. Unter den Begriff fällt so „ein breites und heterogenes Spektrum an musikalischen Selbstverständnissen“ mit sehr verschiedensten stilistischen Ausgestaltungen. Ein einheitliches Klangbild wird hingegen kaum beschrieben. Autoren verweisen zumeist auf die Begriffe Lärm und Geräusch und definieren Noise in einer Distinktion zu vertrauten Formen der Musik als Variante einer Anti-Musik, deren Definition durch den jeweiligen Rezeptionsrahmen und Entstehungskontext bestimmt wird.
Im Gothic- und Dark Wave-Lexikon von Peter Matzke und Tobias Seeliger wird der Stil als radikaler Bruch mit vertrauter Hörpraxis definiert. „Es geht um die Negierung überkommener Hörgewohnheiten, um ohrenbetäubenden Krach, schockierende Soundcollagen, schrille Affekte anstelle von Melodie, Struktur, Harmonie & Rhythmik.“ Der Soziologe Kai Ginkel beschreibt das musikalische Spektrum, das unter dem Begriff Noise subsumiert wird als „eine stark geräuschaffine Art“ von Musik. Die Musik sei meist elektronisch, und vornehmlich barsch, aggressiv, penetrant und unkonventionell. Gemein sei allen Varianten des Noise „das Kakophone, die starke Verzerrung, Verfremdung sowie das Rauschen als buchstäbliche wall of sound“.
Der Musikwissenschaftler David Novak hingegen sieht diese Aspekte als Facetten des eigentlichen Kerns des Noise und verweist auf eine Definition durch Distinktion. Er beschreibt Noise als permanenten Wandel. Noise als kulturelles Phänomen und musikalisches Spektrum lasse sich nur über die radikale Wendung und Erneuerung etablierter musikalischer Handwerksformen, Produktionsmuster, Hörgewohnheiten und Aufführungspraxen beschreiben. Noise, so Novak, sei durch den Willen geprägt, sich durch permanente Erneuerung den Möglichkeiten der Kategorisierung und Klassifikation zu entziehen und ein reines Klangerlebnis zu gestalten. Eine bloße musikalische Beschreibung sei daher ausgeschlossen, da Noise immerzu dort entsteht, wo Künstler eigentlich ungewollte Geräusche gezielt einsetzen. Da der Fundus an hierzu nutzbaren Tönen und Klangquellen unzähligen Kontexten entspringt, sei es nicht möglich, eine Historie oder die gesamte Szene des Noise zu dokumentieren, da sich sowohl die Geschichte, wie auch die Bezüge ständig und unendlich erweitern und erneuern.
Aus dem schier endlosen Fundus und den mannigfaltigen Ansätzen, Noise als Musik zu spielen, birgt hinzukommend eine ästhetische Neubesetzung von Disharmonie, Störgeräuschen, Chaos und Melodielosigkeit. Denn Noise, so der Literaturwissenschaftler, Autor und Musiker Gerald Fiebig, „ist der Versuch, den Lärm, der in der Musik sonst immer nur als randständiges Element, als Soundeffekt, vorkommt, eine positive materielle Präsenz zu verleihen“. Im Noise verkehren sich die Begrifflichkeiten des musikalischen Vokabulars. An die Stelle von Harmonie und Melodie treten Lautstärke und Intensität in einem Maximum an Dichte, Druck und Dynamik. Es ist die ästhetische Erhöhung solcher negativ besetzter Klangerfahrungen, womit eine ‚positive Negativität‘ erzeugt wird.
Der Vielfalt des Genres entsprechend divergent gestaltet ist das Verhältnis von Noise zu Musik, Kunst und Industrie. In einem Dualismus von akademischer und popkultureller Musik gilt Noise aus seiner Entstehungsgeschichte als Popmusik und Popkultur im weitesten Sinn, als Musik und Szene, die sich abseits des akademischen Produktions- und Rezeptionsraums und „aus dem ursprünglichen Pop, dessen Wiege als Jugendkultur irgendwo in den frühen 50er Jahren stand genetisch herleiten lässt“, entwickelte und etablierte. Parallele Ideen und Entwicklungen lassen sich in der E-Musik, in der Aktionskunst und in pop- und subkulturell geprägter Musik-Szenen erkennen. Zugleich werden jedoch die Unterschiede zu akademisch geprägten Kunstrichtungen wie Bruitismus und Aktionskunst deutlich. Als popkulturelles Genre einer stetigen Erneuerung steht Noise auch zu Musik und Kulturindustrie in einem dialektischen Verhältnis der kreativen und ökonomischen Gleichzeitigkeit und Gegensätzlichkeit. Als Musik und Kunst lässt sich Noise in der Distinktion zu eben diesen parallelen und überlappenden Feldern erfassen.

### Noise und E-Musik

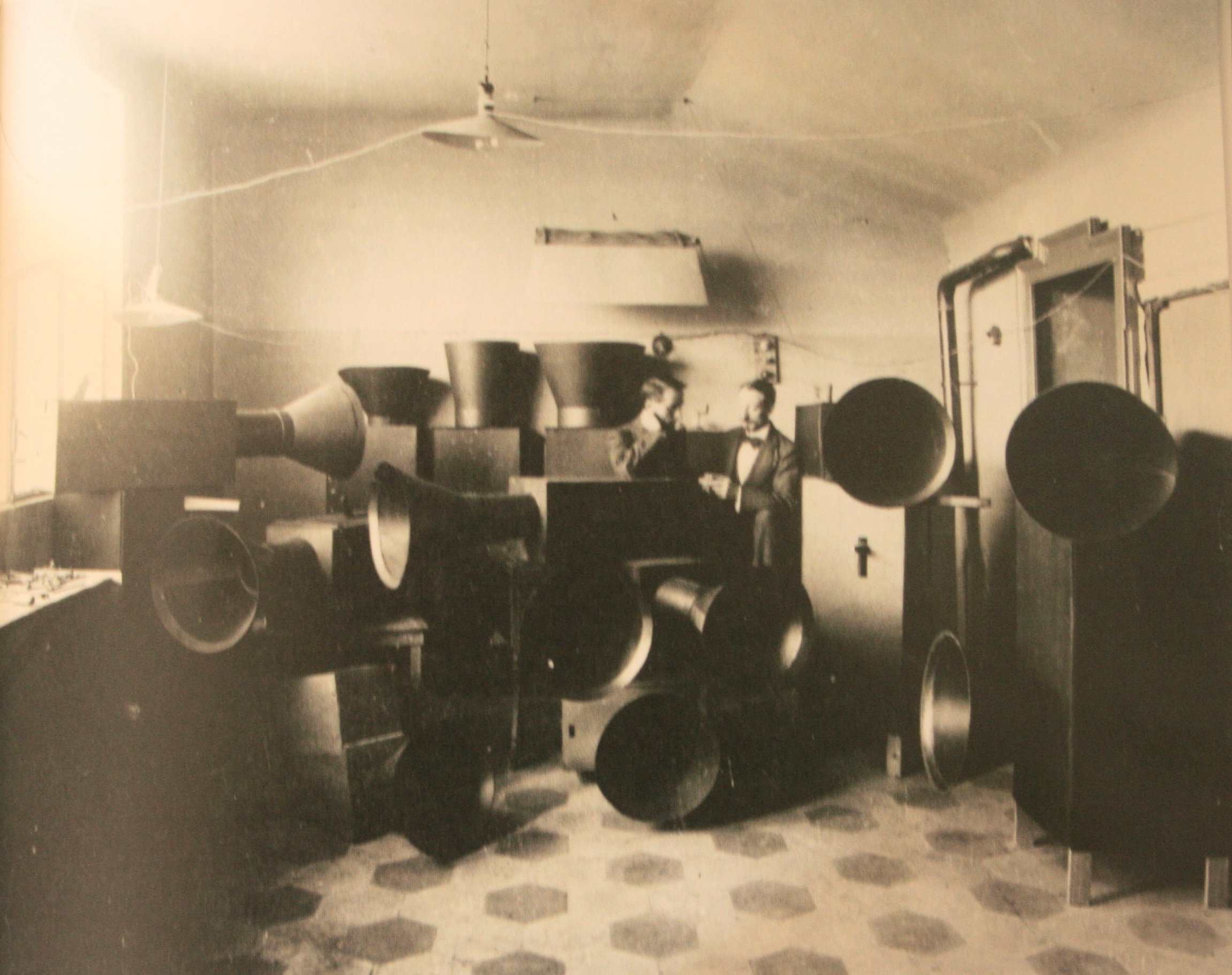
Der als Vordenker des Noise angeführte Luigi Russolo und sein Assistent Ugo Piatti in ihrem Studio in Mailand mit den von Russolo entwickelten Instrumenten Intonarumori. (L’Arte dei rumori, 1913)

Der zum Ende der 1970er-Jahre entstehende Noise steht nicht in der direkten Folge des Bruitismus oder der Musique concrète, obwohl diese Verbindung häufig als vage Traditionslinie bemüht wird. Die Interpreten des frühen Noise beziehungsweise seiner Vorstufen im Industrial, No Wave und Post-Punk fanden in den Ideen, Werken und Schriften der Geräuschmusik meist rückblickend Anknüpfungspunkte für ihre eigenen Ideen. Der Musikwissenschaftler S. Alexander Reed führt mehrere solcher Bezugnahmen von Interpreten an und bezeichnet L’arte dei rumori (Die Kunst der Geräusche) von Luigi Russolo als eine Ur-Idee des späteren Noise. Dabei unterscheiden sich die Herangehensweise, die kulturelle Verwurzelung in der E-Musik und die Intention der Geräuschmusik des Futurismus von jener des subkulturell und nicht akademischen geprägten Noise. Während in der Geräuschmusik der Klang des Objektes eine symbolische und programmatische Position erhält und das Geräusch als Überwindung der Grenzen des orchestralen Ausdrucks betrachtet wurde, ist diese Erweiterung des musikalischen Vokabulars kein konzeptionelles Objekt des Noise, sondern Subjekt des individuellen Ausdrucks. Die bemühte Tradition aus dem Bruitismus wurde gemäß Graham eher nachträglich, meist seit den 1990er-Jahren, assoziiert. In der Entstehung und Etablierung des Noise waren nur wenige der Interpreten mit der Musik und den Ideen Russolos vertraut. Mehr widmen sich die Interpreten des Noise dem Geräusch, seiner Wirkung und Wahrnehmung. Für Industrial und den anknüpfenden Noise blieben Lärm, Hässlichkeit und die Kraft des Augenblicks die attraktiven Komponenten aus der E-Musik.

### Noise und U-Musik
Ginkel beschreibt Noise in seiner Studie Noise – Klang zwischen Musik und Lärm als einen „ästhetische[n] Grenzfall zwischen Musik und Geräusch“, der durch die bewusste Infragestellung und Auflösung traditioneller musikalischer Parameter wie Melodie, Harmonie und Rhythmus die Grenzen zwischen Musik und Lärm verwischt und die Wahrnehmung von Klang herausfordert. Dabei führt er eine intensive Verfremdung, radikale Verzerrung und explizit Rauschen als verbindendes musikalisches Element des Noise an. Der Musikwissenschaftler Stephen Graham ergänzt solche und ähnliche Einschätzungen damit, dass Noise gerade durch das Verhältnis zu traditionellen Elementen der Musik definiert sei. Noise sei durch das Vermeiden oder nur beiläufige, unkonventionelle oder komplexe Zurückgreifen auf konventionelle Musikmerkmale wie Melodie, Periodik, Rhythmus, regelmäßige Harmonie oder zumindest harmonische Spektren sowie klare Form und Textur gekennzeichnet. Damit hebe Noise in ‚anderer Musik‘ ausgeprägte Qualitäten wie Auflösung, Ruhe, Stabilität und ähnliches auf. Dennoch sei Noise kein Gegenpol zur Musik, sondern müsse als Musik verstanden werden, die Lärm sei und als Lärm, der Musik sei.

„noise is always musical, always expresses conventional form, structure, and sense, even as it charges these with uncertainty and instability. Noise is music is noise.“

„Noise ist immer musikalisch, drückt immer konventionelle Form, Struktur und Sinn aus, auch wenn er diese mit Unsicherheit und Instabilität auflädt.“

Die musikalischen Ansätze früher Noise-Interpreten und ihrer Vorläufer, die im Feld der U-Musik als radikal galten, erschlossen dabei auch wenig musikalisches Neuland. Vielmehr überführten die Post-Punk-, No-Wave-, Industrial- und anknüpfend Noise-Interpreten Techniken der Avantgarde der E-Musik in den Pop-Kontext, darunter Tonbandeinspielungen, Musique concrète, Bruitismus, Mikrotonalität, Klangverfremdung und die Cut-up-Technik von William S. Burroughs. So wurden die Techniken des Noise und der Vorläufer des Noise meist in der E-Musik des 20. Jahrhunderts und dem dort experimentell erforschten Umgang mit Klängen vorweggenommen. Die eigentliche Leistung des Industrial und Noise lag in der Adaption solcher Techniken und Ideen aus der E-Musik und darin, damit solche Ideen in die Popkultur zu tragen. Ein Bewusstsein für die Vorwegnahme der Techniken durch die E-Musik besaßen jedoch nur manche der Interpreten.

### Noise und Aktionskunst
So war der Bruitismus ein Konzept, das schon lange vor der Entstehung von Noise-Musik Lärm als künstlerische Ausdrucksform nutzte. Auch Verbindungen zu weiteren ähnlich agierenden Künstlergruppen und Kunstrichtungen wie Happening und besonders dem Wiener Aktionismus sind eher paralleler Natur. Viele der Ideen, die in unterschiedlichen Kunstströmungen formuliert wurden, folgten Konzepten, die Ideen der Noise-Musik vorwegnahmen oder parallel dazu auftauchten. Dabei ist ein direkter Einfluss auf die Entstehung von Noise nicht belegt. Im Noise sind musikalische und performative Ähnlichkeiten, insbesondere die Verwendung von extremen und unangenehmen Klängen, die Konfrontation mit Ekel, Gewalt und Sexualität, die bewusst darauf abzielen, beim Hörer eine starke emotionale oder körperliche Reaktion hervorzurufen auszumachen. Diese Parallele ist derweil in einem ähnlichen Impuls begründet. Noise-Musik und Wiener Aktionismus spiegelten ähnliche gesellschaftliche und kulturelle Spannungen wider. Künstler des Noise konzentrierten sich darauf, Lärm und Verstörung als Werkzeug der Dekonstruktion traditioneller Kunst und gesellschaftlicher Normen zu nutzen, ähnlich wie die Aktionisten ihre Kunstkörper einsetzten, um durch extreme, oft verstörende Handlungen Tabus zu brechen. Insbesondere das britische Projekt Whitehouse nahm direkten Bezug auf den Wiener Aktionismus und nannte Auftritte „Live Aktions“ in Anlehnung an die österreichische Künstlergruppe.

### Noise und Kulturindustrie
Die frühen Noise-Künstler begannen, ihre Ideen aus verschiedenen kulturellen und gesellschaftlichen Bewegungen zu schöpfen. Das künstlerische Selbstverständnis im Noise entsprach dem einer Anti-Kunst, die mit traditionellen Kunstformen und -strukturen bricht. Darin steht Noise dem Wiener Aktionismus nah, dabei liegt das kulturelle und musikalische Fundament des Noise verstärkt in der Popkultur zwischen Post-Punk und Industrial. Trotzdem verwiesen frühe Noise-Interpreten wie Merzbow und Whitehouse darauf, dass sie Noise nicht als reine Musik betrachteten, sondern als Kunstform, die jenseits musikalischer Konventionen existiert.
Bezugspunkt dieser frühen Interpreten sind insbesondere Dadaismus und Surrealismus, die ähnliche ästhetische Fragestellungen und eine Zerstörung der traditionellen Kunstformen mit sich brachten. Merzbow betonte, dass der Einsatz von extremen Klängen eine Möglichkeit sei, auf die destruktiven Aspekte der Gesellschaft und Technologie aufmerksam zu machen und die vorherrschenden Musikkonventionen zu brechen. Merzbow nimmt exemplarisch Bezug auf NON als Vorreiter des Noise und nennt es die Absicht des Noise, den „musikalischen Sinn völlig zu eliminieren und damit die Dummheit konventioneller Musik vorzuführen“.
Whitehouse hingegen verband, besonders in den frühen Jahren, Musik oft mit extremen, politischen und schockierenden Themen. Die Musik des Noise wurde als Angriff auf die etablierte Musikindustrie und die Gesellschaft genutzt. Damit entstand Noise auch in einem Antrieb der Subversion der Kulturindustrie. Einige Werke von Interpreten und Unternehmen des Noise entsprachen diesem Impuls folgend den Ideen der Mail Art. So schufen manche Interpreten aufwändige Unikat-Verpackungen und Begleitwerke zu ihren Aufnahmen oder gar Kunstprodukte, die nicht herkömmlich als Tonträger abzuspielen waren.
Zugleich spielen die Interpreten des Noise Konzerte und vertreiben Tonträger, bedienen sich also der Mechanismen der Kulturindustrie und definieren ihr Schaffen durch die genutzten Produktions-, Aufführungs- und Marktmechanismen als genuine Musik und als Produkt mit einem Warenwert.

## Geschichte des Noise als ästhetische Praxis
Als Musik, die zwischen Kunst und Kulturindustrie ebenso wie zwischen Lärm und Musik positioniert ist, ist die Geschichte des Noise von einer wechselhaften Beziehung zur Popmusik und -kultur, im weitesten Sinn des Begriffs, ebenso wie zu Kunst und Kulturindustrie geprägt. Graham bezieht in seiner Historie des Noise Vertreter der E-Musik und des Free Jazz als bedeutende Vertreter der musikalischen Praxis ein.
Reed beginnt die Historie des Industrial und Noise mit dem Bruitismus, beschreibt allerdings keine Traditionslinie von 1909 bis 1979, sondern lässt die Lücke von 70 Jahren umgefüllt. Der Kulturwissenschaftler Paul Hegarty schließt diese Lücke mit Verweisen auf John Cage, Dadaismus, Antonin Artaud, Fluxus, Musique concrète und Musique brute.
Als popkulturelles und -musikalisches Spektrum weist Noise zudem eine Traditionslinie auf, die von der Rockmusik der 1960er-Jahre ausgeht. Graham unterteilt die Geschichte des Noise in fünf Phasen von je einer Dekade beginnend mit einer Vorgeschichte in den 1960er-Jahren. Als wesentliche Eckpunkte dieser Vorgeschichte verweist Graham auf Free Jazz und Neue Improvisationsmusik, elektronische Musik, Artrock sowie weitere experimentelle Ausgestaltungen der Rockmusik. Hier liegt seine Historie parallel zu jener von Hegarty.

### Akademische Geschichte
Dem Noise als Musikgenre vorweg ging eine Reihe Entwicklungen der E- und U-Musik, beginnend mit den Bewegungen und konzeptionellen Weichenstellungen zwischen Gesellschaft und Avantgarde, in deren Zentrum die Wahrnehmung und Beurteilung von Klängen und Geräuschen als Lärm oder als Musik stand. Als zweiter Einschnitt ist der Dualismus von avantgardistischer und experimenteller Musik zu verstehen, vor dessen Hintergrund Vorstellungen von Musik und Musikbedingungen hinterfragt werden und so das Vollenden eines Stücks, die Kompetenz der Interpreten ebenso wie die Notwendigkeit von Komposition und die Produktionsmittel von Klängen in Frage gestellt werden.

#### Geräusche und Lärm als Musik

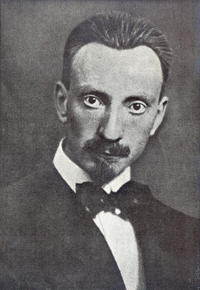
Luigi Russolo, hier circa 1916, wird häufig als Vorfahre des Noise gehandelt.

Die Vorgeschichte des Noise wird in der Literatur annähernd einheitlich mit dem Bruitismus begonnen. Mit L’arte dei rumori (Die Kunst der Geräusche) verfasste Luigi Russolo, angelehnt an Filippo Tommaso Marinetti und Ferruccio Busoni, ein avantgardistisches und zeitgenössisches Musikkonzept, das sich von der traditionellen Musikauffassung unterschied, klassische instrumental erzeugte Tonkombinationen und maschinenhafte Geräusche als gleichberechtigt definierte und die Kakophonie des Alltags des späten 19. und frühen 20. Jahrhunderts zu evozieren suchte. Hegarty beschreibt den programmatischen Lärm des Bruitismus als eine Konsequenz der Industrialisierung. In seiner Schrift hält Russolo fest, dass Lärm als ästhetisch wahrgenommen und als Kunst begriffen werden kann. Die Störgeräusche, die erstmals im neunzehnten Jahrhundert festgestellt wurden, etablierten einen Klangkosmos in der menschlichen Wahrnehmung, aus dem ein neues Hören und so eine neue Definition von Lärm, Geräusch und Musik notwendig wurde. Die von Russolo so bezeichnete „Kunst der Geräusche“ war als eine Musik der Moderne und der in ihr durch Urbanisierung und Industrialisierung gewachsenen neuen Hörerfahrungen konzipiert.
Russolo und Komponisten wie Erik Satie und Edgar Varèse versuchten die „Musikalität der Welt“ in die Welt der Musik zu bringen. So erfanden Futuristen eine Reihe von Instrumenten wie Russolos Intonarumori, die knallende, zischende und knisternde Geräusche erzeugten, die in Kompositionen eingesetzt werden sollten. Der Lärm des ausklingenden 19. und beginnenden 20. Jahrhunderts stand der Idee einer einstigen Stille gegenüber. Insbesondere das musikalische Verarbeiten von Maschinenklängen, aber auch neue Lärm-Instrumente wurden als Fortschrittsglaube und Hinwendung zur Moderne Teil der Musik. Zuvor als unmusikalisch wahrgenommene Klänge wurden so als programmatischer Aspekt der Musik genutzt. Mit dieser Idee erweiterten die Futuristen das Spektrum dessen, was als Musik wahrgenommen, beziehungsweise als Musik definiert, wird. Doch die Futuristen und ihr Bruitismus noch zeitnah ähnlich agierende Komponisten wagten allerdings nicht den Versuch, über die einfache Nachahmung oder unveränderte Verwendung bekannter Geräusche im Rahmen einer herkömmlichen Konzertdarbietung hinauszugehen. So verknüpften sie ihre Geräuschquellen, die die Umgebung imitierten, als neue Instrumente mit den bekannten orchestralen. Damit wies der Bruitismus zwar die Möglichkeit des Geräuschs als Musik, behielt allerdings den Anspruch der Komposition bei, wohingegen im Noise die Spontanität des Augenblicks häufig zu den wesentlichen Aspekten der Produktion und der Performance zählt.
In England schloss der Vortizismus zum Futurismus auf und forderte die Zerstörung aller Dinge, die dem Neuen und der Moderne im Weg standen. Der Musiker und Promoter Philip Taylor sieht dabei im Vortizismus besonders für den Beginn des britischen Noise in Form des Power Electronics eine wichtige Vorreiterrolle. Der Vortizismus habe sich als einzige britische Bewegung der Moderne erwiesen und mit einer „verkopft arroganten Mischung aus zackigen Winkeln, primitiven Formen und polemischer Phrasendrescherei“ einen wichtigen Referenzpunkt für die britische Kunst- und später die extreme Musik geschaffen.
In den 1910er und frühen 1920er Jahren brachten Dadaisten das Unerwartete als Element in ihre Performances ein und störten in Auftritten und Lesungen, indem sie gegen andere gleichzeitige Auftritte mit Musik, Theaterstücken oder Schreidichtung agierten. Das Stören wurde unter den Dadaisten zum kreativen Akt. Die Art lautmalerischer und performativer Poesie, die schon bei den Futuristen oft Bomben und Schüsse imitierte, setzte sich während der gesamten Zeit bis zum Fluxus der 1960er Jahre und darüber hinaus in Form der Lautpoesie fort. Das dadaistisch spielerische Stören und Irritieren des Publikums hingegen griff einen Aspekt vorweg, der zum performativen Charakter des Noise zählt.

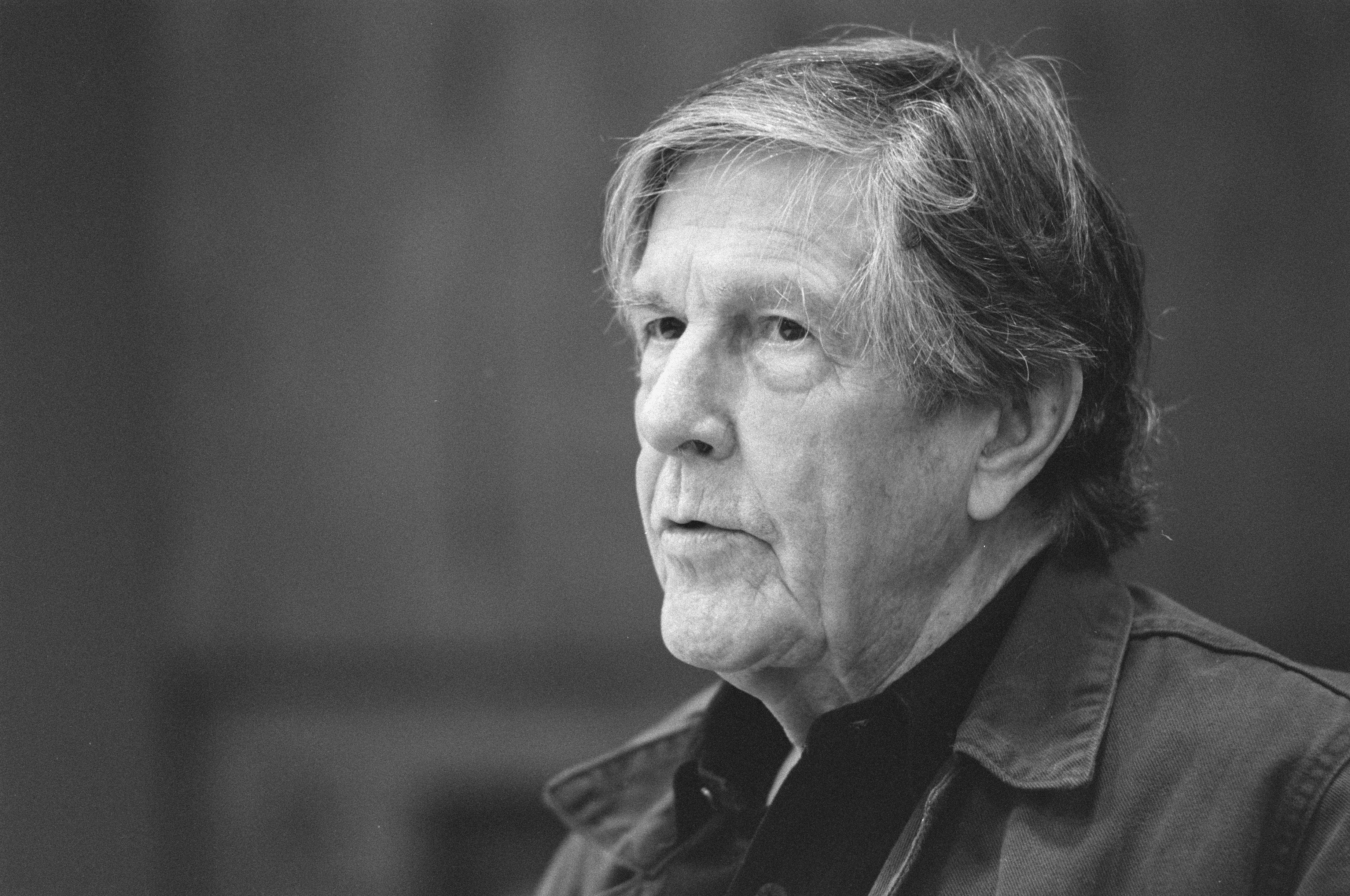
John Cage, hier 1988, schuf mit 4′33″ ein wesentliches Werk für die intellektuelle Wahrnehmung und Beschreibung von Geräuschen als Musik.

Den konzeptionell für den Noise grundlegenden Dualismus zum Lärm bildet nach Hegarty nicht Harmonie oder Melodie, sondern Stille. Allerdings ist eine absolute Stille nur als imaginäres und abstraktes Ideal vorstellbar. Als Grundlage dieser Erkenntnis führt er John Cage und das Stück 4′33″ aus dem Jahr 1952 als weiteren Schritt der Vorgeschichte des Noise an. Das dreigeteilte Stück ‚Stille‘ schafft einen Resonanzraum, in dem die Klänge der Umgebung und des eigenen Körpers zum Musikstück werden. Damit wurden die Klänge der Welt zur Musik, womit die musikalische Materialität der Welt zum immanenten Gegenstand der Musik erhoben wurde. Dennoch blieb der Mensch als Katalysator erforderlich, da Musik „nicht einfach da draußen sein [könne,] da sie menschliche Organisation voraussetzt“. Notwendig bleibt der Mensch, da dieser die Geräusche durch die gezielte Produktion, Aufführung oder Rezeption als Musik definiert. Dieser Aspekt ist im Noise, insbesondere für die auf das Spontane des Performativen konzentrierten Akteure, von hoher Bedeutung für die Beschreibung und Abgrenzung als Noise-Musiker.
Ein weiterer für die Unterscheidung von Lärm und Musik und den ästhetische Wert des Noise bedeutender Faktor, der zwischen den konzeptionellen Ideen von Cage und Russolo liegt, ist nach Hegarty in der Industrialisierung und Urbanisierung begründet. Neben dem Mehr an Geräuschquellen durch mehr Menschen, Maschinen und Fahrzeuge, ist nach Hegarty, mit Bezug zu R. Murray Schafer und Jacques Attali, die Konzentration des Reichtums und damit das Wachstum sozial benachteiligter Schichten, deren Selbstausdruck durch Straßenmusik und -aufführungen von den herrschenden Schichten als Lärm wahrgenommen und entsprechend reglementiert und sanktioniert wurde. Dieser ‚Lärm der Straße‘ prägte ein Gefühl der Unerwünschtheit. Der Ausdruck und das Leben der Unprivilegierten wurde als Lärm kategorisiert und stellvertretend für die Menschen abgelehnt. Die Unterscheidung zwischen Musik und Lärm, hoher und niederer Musik schließt an diese Entwicklung an und geht mit der Historie der Rezeption und Reproduktion von Musik einher. Die Aufteilung durch Kammerorchester und Konzerthäuser einerseits und Straßenmusik andererseits stärkt die Differenzierung zwischen E- und U-Musik ebenso jene zwischen Lärm und Musik. Dabei ist der vermeintliche maschinelle und menschliche Lärm eine akkulturierte Form der Natur und wird erst als Störung der menschlichen Forderung nach Ruhe als Lärm identifiziert. Im Noise werden solche Störungen programmatisch. Entsprechend wird der musikalische Lärm des Noise zum subversiven Ausdruck der eigenen Machtlosigkeit und zur Zuflucht für die Irrationalität.

#### Avantgarde und experimentell
Mit der neuen und atonalen Musik kam eine weitere Ebene in den konzeptionellen Prozess hin zum popkulturellen Noise. Komponisten wie Arnold Schönberg hoben die Dissonanz und das ungewohnte Klangerlebnis hervor. Allerdings blieb die musikalische Avantgarde bis hin zur neuen Musik Teil der westlich-akademischen Musiktradition. An diesem Punkt unterscheiden sich Avantgarde und experimentelle Musik wesentlich. Avantgarde wird von Komponisten entlang des bekannten Weg der Post-Renaissance-Tradition produziert, konzipiert und ausgeführt. Avantgarde kann sich der Partitur, dem Orchester, dem Komponist und dem Bewahren der oder Beharren auf westlichen Klangschemata verschreiben. Praktiken, die die westliche E-Musik als Ganzes untergraben und in Frage stellen, bezeichnet Hegarty hingegen als experimentelle Musik und „wahre“ Avantgarde. Hier werden Begriffe wie fertige Stücke, Kompetenz der Interpreten, Komposition, Produktionsmittel von Klängen und Stücken in Frage gestellt.
Die westlich tradierte Avantgarde unterliegt einem kontinuierlichen Prozess, in deren Anfang die Musik meist als Lärm identifiziert und später als legitime Musik angesehen wird. Der entscheidende Unterschied zwischen der Verwendung von Dissonanzen oder ungewohnten Elementen in der Orchester- oder Kammermusik in oder um die Tonalität herum und dem Experimentieren liegt in der Bedeutung, die der Anordnung der musikalischen Noten zugesprochen wird. In der experimentellen Musik erweist sich die Notation und damit die Reproduzierbarkeit als sekundär. Die Dissonanz und Atonalität der neuen Musik wurde aus der Überforderung und ihrer Neuartigkeit durchaus als Lärm assoziiert, blieb jedoch im westlich-akademischen Kompositions- und Reproduktionsmuster. Damit konnte die Musik sich in den Hörgewohnheiten eines entsprechenden Publikums etablieren. Die Komponisten, die sich hierbei der Dissonanz bedienten, betrachteten ihr Werk als Wiederbelebung und nicht als Störung oder gar Zerstörung westlicher Musiktradition.

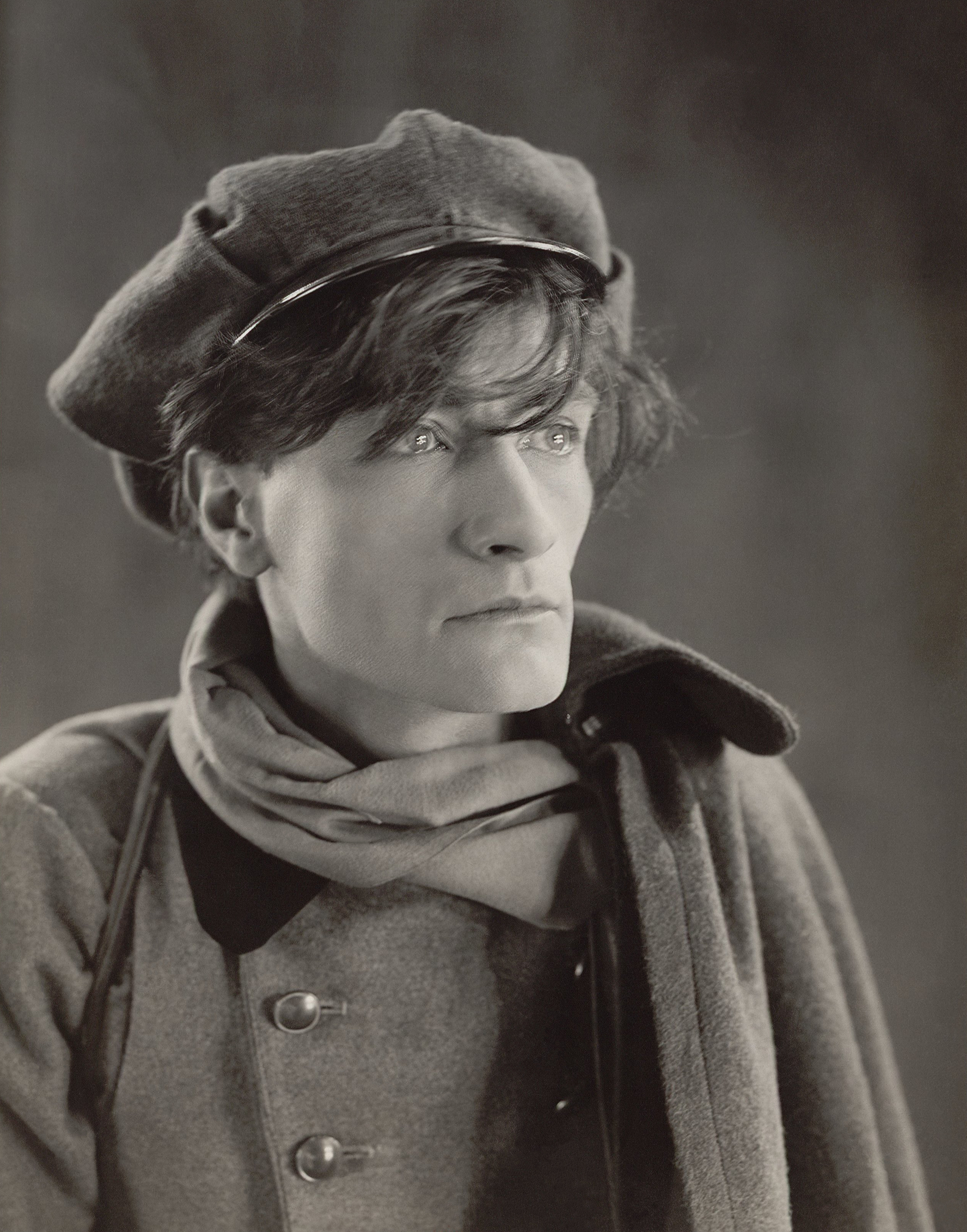
Antonin Artaud, hier 1926, wies durch radikale Konfrontation und den Willen zum Experiment dem Noise den Weg.

Ein experimentelles Stören des Hörempfindens wollte hingegen Antonin Artaud mit dem Stück Pour en finir avec le jugement de dieu (Schluss mit dem Gottesurteil) zelebrieren. Das 1947 aufgezeichnete Stück ist eine Collage von gelesenen, gesprochenen und geschrienen Texten über Gott, Amerika, Fäkalien und Außerirdische, nebst Schüssen, Schreien, Trommeln und Xylophonschlägen. Inhalt und Form des Stücks folgten einer sadeschen Philosophie der Subversion durch die fortwährende Unklarheit und die Überwindung des eigenen philosophischen Kontext bei zeitgleichem Beharren auf die eigene Inhaltsschwere. Die Ausstrahlung wurde untersagt, doch die Idee, das Radio zu nutzen, um ein möglichst breites Publikum mit dem Unerwarteten zu verstören, griff einen radikalen und performativen Aspekt des Noise vorweg. Artaud stellte wie die Interpreten des Noise nicht die Reproduzierbarkeit durch eine Notation, sondern die Idee der Konfrontation in das Zentrum des Stücks. Die Philosophie hinter diesen Ideen formulierte Artaud mit seiner Schrift Das Theater und sein Double und der enthaltenen Idee des ‚Theaters der Grausamkeit‘. Das Konzept entstand in den 1930er-Jahren und beinhaltete den Willen, die Sinne des Publikums mit gewalttätigen und konfrontativen Handlungen und Bildern, grellen und durchdringenden Tönen und grellen Bühnenlichtern zu überladen, um die Sicht auf die Welt herauszufordern. Gerade das Verbot der Ausstrahlung verdeutlicht dabei, dass Konfrontatives und als beleidigend Wahrgenommenes als Lärm abgelehnt und ausgegrenzt wird. Auf die Ideen Artauds und des Dadaismus folgten ab den 1960er-Jahren Formen der Performancekunst wie der Wiener Aktionismus, Fluxus und die Body-Art, die in unterschiedlichen Varianten aus Schock und Konfrontation die Sozialisation und Konditionierung des Publikums und der eigenen Person herausforderten, wobei George Maciunas, als Begründer des Fluxus einer revolutionären Flut lebendiger Kunst forderte. Entsprechend bestanden die Aktivitäten der Gruppe vornehmlich aus Aufführungen und organisierten Veranstaltungen, deren Teilnehmer außerhalb der organisierten Kunst standen, wodurch Fluxus die Begrifflichkeiten öffnete und Einfluss auf die Erweiterung des Wesens und Verständnis der Kunst nahm.
Annähernd zeitgleich zu Artauds Aufnahme von Pour en finir avec le jugement de dieu etablierte der staatlich geförderte Pierre Schaeffer die Musique concrète, eine Kompositionsform, die in Studioarbeit Collagen, Verfremdungen und Mischungen gefundener Klänge beschreibt. Die experimentelle Musik der Musique concrète fand im Radio ein Laboratorium zur Bearbeitung, Collage bekannter Klänge und die Erfindung neuer Instrumente und Klänge. Dem gegenüber propagierte John Cage, Wege zu finden, um Klänge sie selbst sein zu lassen, anstatt sie als Vehikel für menschengemachte Theorien oder den Ausdruck menschlicher Gefühle zu benutzen. Er wollte keine Hierarchie, keine Ursache und keine Wirkung, sondern eine Art unvorhersehbare und sich ständig verändernde ‚Harmonie‘. Damit lag zwischen John Cage und der Musique concrète ein weiterer konzeptioneller Grundstein des Noise: Das Experimentieren mit Instrumenten, Klängen, Samples, Tonbändern, Verfremdungen und Effekten.
Große Teile der Nachkriegsavantgarde waren von der an die kompositorischen Muster gebundene Grenze, die die Musik in der seriellen Musik erreicht hatte, enttäuscht. Zugleich hielten die meisten Komponisten an den akademischen Grundbedingungen fest. Neben Experimenten, die sich mehr oder weniger außerhalb der Musik abspielten, entwickelte sich eine neue Art der Komposition, die mit den neuen Aufnahmetechniken als integraler Bestandteil ihrer Konstruktion arbeitete. Anknüpfend an diese Aufnahmemedien entwickelte sich, insbesondere repräsentiert durch Karlheinz Stockhausen und Josef Tal, die elektronische Musik, die Töne aus Oszillatoren aufbaut. Die Musik von Schaeffer folgte einer forschenden Ästhetik, in der das Studio zum Labor und der Klang zum Objekt des Experiments wurde. Schaeffer stellte sich eine neue Musikform vor, in der Forschung und Kunst zusammenkommen sollten, wobei die Forschung zu einem künstlerischen Ergebnis führen sollte, während sich Komponisten und Musiker wie Stockhausen, Schaeffer und Tal als Erfinder und Botschafter neuer Techniken betätigten. So knüpften diese Musiker bei Russolo und dem Bruitismus an. Die experimentelle Erweiterung des musikalischen Vokabulars mündete schließlich im Aufkommen von Synthesizern und computerbasierter Musik, die die Techniken und Methoden der frühen experimentellen Komponisten vereinfachten und damit Sampling, Montage sowie die Nutzung des Studios, in Form eines Laptops, als Labor in die Breite trugen. Die neuen maschinellen, konzeptuellen und performativen musikalischen Technologien experimenteller Musik, erschütterten damit das akademische Fundament der avantgardistischen Orchestermusik.

### Nicht-akademische Entwicklungen
Auch abseits des akademischen Rezeptions- und Produktionsrahmens und der rasanten Entwicklung der Aufnahme- und Wiedergabetechnik fanden weitere prägende Entwicklungen statt. Der Aufstieg des Jazz, das Aufkommen der Rockmusik und die veränderten die populäre Kultur und Musik. So lassen sich auch für die nicht-akademischen Ursprünge und Vorläufer des Noise entsprechende Traditionslinien aus dem Jazz, insbesondere im Free Jazz und dessen Folgen, und der experimentellen Rockmusik aufzeigen.

#### Free Jazz und Neue Improvisationsmusik

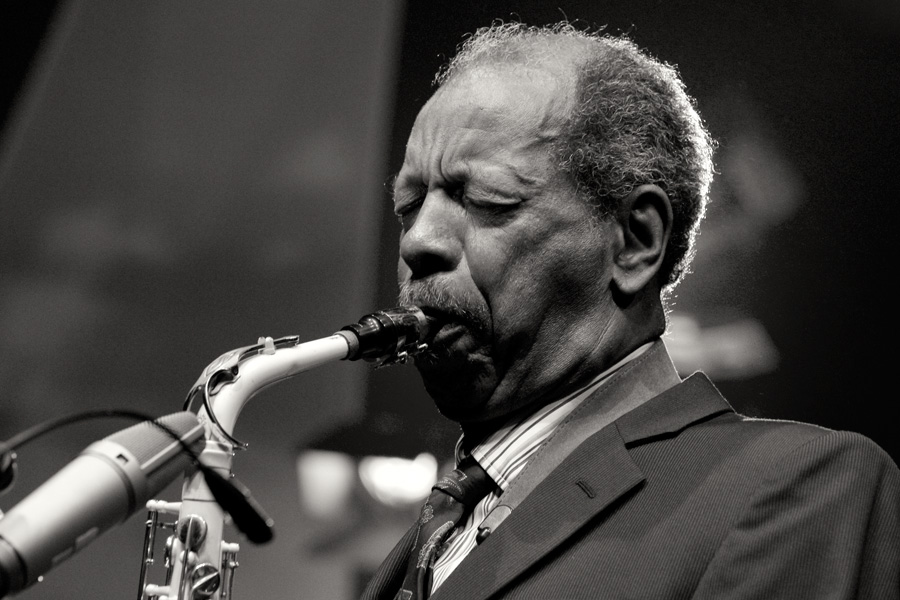
Ornette Coleman, hier 2011 in Moers, schuf mit dem Free Jazz eine zentrale Wegmarke der Musikgeschichte, die sich auch für den Noise als prägend erwies.

Der für den Noise zentrale Schritt des Jazz erfolgte Ende der 1950er-Jahre durch Ornette Coleman, dessen konzeptionelle Öffnung mit Free Jazz: A Collective Improvisation den Free Jazz begründete. Das Spiel der um Coleman arrangierten Gruppe schien nicht mehr den informellen Regeln des Jazz zu folgen. Coleman begann schon zuvor in zahlreichen Aufnahmen, Regeln und allgemeine Erwartungen hinter sich zu lassen und bot spätestens mit Free Jazz: A Collective Improvisation eine Methode für improvisierte Musik. Anstelle zentraler Solisten, die Variationen von Themen ausarbeiten, strebte er eine Gruppenimprovisation an.
Im Streben nach einer neuen Klarheit wird die Idee der kollektiven Improvisation durch die Verdoppelung der Gruppen, eine in jedem Kanal der Aufnahme, untergraben. Die doppelte Struktur macht den Free Jazz zu einer Infragestellung des Binären und Dialogischen. Anstelle eines Wechselspiels von vermeintlichen Gegensätzen, die sich dann gegenseitig einfärben, agieren die Instrumentalisten auf Free Jazz: A Collective Improvisation in einer Art rotierender Dialoge. Das Wechselspiel zwischen den Solisten verschwindet nicht vollständig, behält aber durch den Gruppencharakter und die unvorhersehbare Rotation die Freiheit der Möglichkeit. Die, wenn auch durch die Instrumente, halbstandartisierten Improvisationspraktiken und Rhythmen begrenzte Freiheit der Möglichkeiten ist es, die den gewähnten ‚Lärm‘ im Free Jazz ausmachen und das Element, das der Free Jazz dem Noise vorwegnahm. Mit dem radikalen Improvisationsspiel wurde die Performance zum Angriff auf musikalische Konventionen. Die Direktheit der Performance erhöhte das Potential des Ausdrucks und löste das Können zugunsten der Subjektivität auf.
Hegarty sieht im Free Jazz eine zentrale Funktion für die Entwicklung der Musik insgesamt, eine Loslösung vom westlich akademischen Avantgardebegriff und einen Rückverweis auf die historische und konzeptionelle Grenze zwischen Musik und Nicht-Musik.

„Free jazz is ultimately primordial, it is the original music and the original jazz (as jazz already draws, supposedly, onprimal rhythms and musics). It does this as return-becoming the retrospective origin and the boundary between music and non-music. As it looks forward, it also ‚anticipates’ Afrofuturism of the late 1960s and 1970s, and so situates avant-gardism as a possibly fragmentary, community-based possibility, rather than there always being one specific avant-garde practice, outlook or artist.“

„Der Free Jazz ist ultimativ ursprünglich, er ist die ursprüngliche Musik und der ursprüngliche Jazz (denn der Jazz schöpft angeblich bereits aus ursprünglichen Rhythmen und Musiken). Er tut dies als Rückkehr - er wird zum retrospektiven Ursprung und zur Grenze zwischen Musik und Nicht-Musik. Indem er nach vorne blickt, nimmt er auch den Afrofuturismus der späten 1960er und 1970er Jahre ‚vorweg‘ und verortet so den Avantgardismus als eine möglicherweise fragmentarische, gemeinschaftsbasierte Möglichkeit, anstatt dass es immer nur eine spezifische Avantgardepraxis, -anschauung oder -künstler gibt.“

Mit der neuen Improvisationsmusik der späten 1960er-Jahre trat die Gedankenwelt von John Cage insbesondere auf den Free Jazz, den die neue Improvisationsmusik laut Hegarty insbesondere in der Rezeption nie wirklich hinter sich ließ, und verwob diesen eklektisch mit weiteren Genres. Der Zugangs zum Klang tritt für den Musiker hinter die Mobilisierung des Möglichen zurück. Die neuen Improvisationsmusik von Musikern wie dem Gitarristen Derek Bailey oder dem Dirigenten Larry Austin steht stattdessen in einer dialektischen Beziehung zur Welt am Ort der Aufführung. Die Musik speist sich aus einem Fundus an Bezügen, Spielweisen und Genres und nimmt ausschließlich die Zeit und den Raum der Produktion ein. Die Musik des performativen Augenblicks, die für Noise wesentlich wurde, wurde von der neuen Improvisationsmusik ebenso vorweggenommen wie manche materiellen und spielerischen Ansätze. So variieren und modifizieren Musiker der neuen Improvisationsmusik Instrumente oder suchen neue Methoden, mit ihren Instrumenten zu spielen. Bailey nutzte regelmäßig Rückkopplungen als Komponente seiner Musik. Häufig blieben gespielte Noten bei ihm ungehört, bis einzelne durch den Einsatz eines Lautstärkepedals verstärkt wurde. Solche und ähnliche Arbeiten am Material betonten den spontanen und temporären Aspekt in dem der Augenblick der Aufführung jenem der Produktion entspricht und die Rezeption nicht nur die Musik, sondern auch maßgeblich das Agieren des Musikers erfahrbar macht.

#### Rockmusik
Elektrische Verzerrung, Verstärkung und Rückkopplung führten auch jenseits der neuen Improvisationsmusik zu einem Überschuss an Klang, der mit traditionellen Strukturen der Musik brach. Die Volks- und Popmusik wurde im Rock erweitert. Hegarty zieht insbesondere Jimi Hendrix und die Gruppe Cream als initiale Beispiele hierfür heran, die durch ihre virtuosen Darbietungen und den Einsatz von Verzerrung, Rückkopplung und Effekten die Grenzen der konventionellen Rockmusik sprengten. Cream und Hendrix prägten dabei zeitgleich einen Hang zur Virtuosität um ihrer selbst willen, was einerseits Virtuosität ins Zentrum stellte, andererseits den Selbstzweck forcierte. Das Selbstreferentielle und Kapriziöse der Rockmusik wird in Auseinandersetzungen mit experimenteller Musik zumeist als Irrweg abgelehnt, stärkt jedoch zeitgleich die fortwährende Erweiterung und Modernisierung der Musik. Schon Cream, die vom Gitarristen dieser Supergroup, Eric Clapton, als zu sehr von den Egos geprägt kritisiert wurde, erweiterten die Form der Rockmusik hin zur Entstehung des Progressive Rock und brachen mit den Erfordernissen des Marktes, indem sie sich den üblichen Radio-Formaten verweigerten. Bedeutender für die Entwicklung des Noise allerdings blieben das Experimentieren und Improvisieren, dass die Band besonders live aus dem Blues und Jazz übernahm, wobei Cream direkter und zugänglicher als der Jazz der 1960er-Jahre oder die freie Improvisation vorging. Doch das für die Popkultur neue und prägende Elemente blieb, dass das Stück als solches an Bedeutung verlor und die instrumentale Ausarbeitung in den Vordergrund rückte. Hegarty führt das live aufgenommene, von diversen Dissonanzen getragene Stück Spoonful vom Album Wheels of Fire als ideales Beispiel für diese Entwicklung an.
In der fortlaufenden Entwicklung der Rockmusik nutzten besonders Interpreten experimenteller und psychedelischer Rockmusik von je den Song als Vorwand für das Jammen, als Variation ausgedehnter Improvisationen. In den anknüpfenden Teilen der Rockmusik, die sich als experimentell verstanden, wie Psychedelic Rock, Krautrock und Artrock, wurden mittels erweiterter Instrumentalimprovisationen und experimenteller Klänge die traditionellen Songstrukturen der Popmusik aufgebrochen, wobei gerade Krautrock eine antithetische Haltung zum Virtuosen des Jams einnahm und anstelle zu jammen, oft vor einem langsam monotonen Schlagzeugspiel unter anderem mit Keyboards und Flöten Töne arrangierte, schnitt, schichtete und trennte. Die um diesen motorischen Kern arrangierte Musik spielte sich auf einem „zeitlosen, oft funktionslosen, aber gemeinsamen Terrain“ ab. Exemplarisch beinhaltet jedes Album der Gruppe Neu! ein etwa zehnminütiges Instrumentalstück ohne den üblichen Rock-Höhepunkt des Virtuosen. Auch die kalt monotonen Klanglandschaften von Faust und Kraftwerk entsprachen dieser Idee, wobei das Repetitive und Kalte des Krautrock eine Nähe zur Maschine und die Auflösung der Identität suggeriert. In die repetitive Monotonie Ausnahmen und Kontrastpunkte zu legen, wenn, wie insbesondere bei Faust, Collagen, Cut-ups und Tonbandexperimente die Musik ergänzen und verbinden, ist es auch ein Versuch, die Beschränkungen des musikalischen und materiellen Formats auszureizen und gegebenenfalls zu überwinden – eben jenes Vorgehen, das später auch im Noise von hoher Bedeutung ist.
Vermeintliche Störelemente und -geräusche als Teil einer Musik des popkulturellen Mainstreams zu präsentieren, ebenso wie die Idee, das Material und Format zu überwinden, setzte sich bei Interpreten wie The Velvet Underground, Lou Reed, John Cale und David Bowie fort. Lärm-Elemente, elektronische Ambient-Stücke, unkonventionelle Strukturen und neue Instrumente wurden seither im Rückgriff auf die Entwicklungen des Progressive und Psychedelic Rock in den Mainstream getragen.

## Geschichte des Noise als Musikgenre
Auch die fortlaufende Historie des Noise als Musikstil, inklusive diverser Subströmungen und der durch den Noise beeinflussten musikalischen und kulturellen Strömungen, folgt keiner einfachen geradlinigen Kontinuität. Von Computern und Synthesizern geprägte Strömungen stehen solchen gegenüber, die herkömmliche Instrumente der Rockmusik, insbesondere Gitarren, nutzen, verändern und verfremden. Regionale und nationale Kreise prägten eigene Varianten und etablierten mitunter Stilbegriffe. Viele solcher Entwicklungen entstanden parallel zueinander und entwickelten sich gelegentlich unabhängig voneinander separat weiter, sodass eine immense Fülle an Spielweisen, Stilrichtungen zum Teil mit eigenen Betitelungen unter dem Begriff Noise subsumiert wird.
Bereits in der Entstehung des popmusikalischen Genres speiste sich Noise aus unterschiedlichen Entwicklungen und prägte ebenso unterschiedliche Varianten dessen, was später als Noise gehandelt wurde. Besondere Bedeutung kam dabei den britisch dominierten Stilen Industrial und Post-Punk sowie dem amerikanischen No Wave zu. Diesen Vorreitern und Ur-Interpreten des Noise gemein war das juvenile Aufbegehren gegen die Gesellschaft und die Suche nach neuen Ausdrucksmöglichkeiten. Punk und die Vorläufer des Punk hatten als Drehscheibe der Popkultur solche Optionen eröffnet.
Die 1970er-Jahre bezeichnet Graham als Entwicklungsphase des Noise und verweist auf die Los Angeles Free Music Society, ein loses avantgardistisches Künstlerkollektiv, Punk und Post-Punk sowie Industrial und frühen Post-Industrial. Mit dem Jahr 1979 lässt sich Noise als musikalisches und kulturelles Spektrum erfassen. Entsprechend beschreibt Graham die 1980er-Jahre als frühe Phase des Noise und verweist auf Japanoise, Power Electronics, Noise-Rock und Industrial. Die 1990er-Jahre seien sodann mit Harsh Noise, Death Industrial, Dark Ambient und Power Electronics die Phase des klassischen Noise, während sich die 2000er mit dem Harsh Noise Wall als Phase eines zeitgenössischen Noise erwiesen.

### Entstehungsphase
Der Musikjournalist Dave Thompson nennt Lou Reeds experimentelles Lärm-Album Metal Machine Music den Grundstein für eine zukünftige elektronische Musik, Patti Smiths introspektive wütende Texte zwischen Punk und Poesie die Eröffnung neuer Ebenen der Lyrik und die Gründung der Sex Pistols den Grundstein einer rebellischen Jugendbewegung. Damit grenzte er den Beginn einer neuen Phase der Popkultur auf das Jahr 1975 ein. Allerdings lassen sich weitere Interpreten des Protopunk, Glam Rock und Artrock wie David Bowie, Roxy Music und Brian Eno, Iggy Pop sowie The Velvet Underground und deren Mitglieder wie John Cale und Nico dieser Liste hinzufügen.
Die Musik des Punk konnte urban und direkt die Desillusionierung und die Wut kanalisieren, konnte neue Wege gehen und suchen. Punk, der in seiner ersten Generation musikalisch letztlich eine Wiederbelebung des Rock ’n’ Roll blieb, bestach durch das Ungehörige, Ungeheuerliche und Dreckige und nahm nachhaltig Einfluss auf die Musik und Kultur der späten 1970er- und frühen 1980er-Jahre. Die juvenile Energie des Punk erwies sich als kultureller Angelpunkt der Wahrnehmung und Ausgestaltung der Vorreitern und Ur-Interpreten des Genres Noise.

#### Post-Punk
Simon Reynolds beschreibt in seinem Buch Rip it up and start again Post-Punk als „das lange ‚Nachspiel‘ des Punk bis 1984[, das] musikalisch sehr viel interessanter als das was 1976/77 passierte war, als Punk dem Rock ’n’ Roll in seiner Urform zu einem Revival verhalf“. Damit grenzt Reynolds Post-Punk kulturell und musikalisch auf die Auswirkungen des Punk und temporär auf die Jahre 1978 bis 1984 ein. Musikalisch ist Post-Punk somit als eine Dachbezeichnung für Entwicklungen aus dem Punk und Reaktionen auf den Punk zu verstehen. In seiner umfangreichen Historie des Post-Punk bezieht Reynolds eine Stilvielfalt ein, die New Romantic, Gothic Punk und Gothic Rock, Industrial und No Wave, denen besondere Bedeutung zukommt, frühen Noise-Rock, 2-tone und Ska, New- und Synthie-Pop und vieles mehr beinhaltet. Neben dem Industrial, dessen Anfänge tatsächlich vor der von Reynolds benannten Phase und dessen kultureller Ursprung zwischen Psychedelic Rock und Performancekunst lagen, wirkte insbesondere die kreative Freiheit, der Hang zur Kunst und die allgemeine kulturelle Aufbruchsstimmung auf die Entstehung des Noise. So lagen die Grundzüge des Noise-Rock ebenso in der Post-Punk-Zeitspanne, wie die Phase des No Wave und die Anfänge des Japanoise und des Power Electronics. Auch weitere Post-Punk-Interpreten boten dem noch unbestimmten Noise Anknüpfungspunkte. In den sieben Jahren des Post-Punks wurde die Kunst und Literatur der Moderne beinah vollständig in die Popkultur übertragen. „Die gesamte Zeitspanne“, schrieb Reynolds, machte den Eindruck eines Versuchs, „praktisch jedes bedeutende modernistische Thema und jede Technik mit dem Medium Popmusik noch einmal durchzuspielen“.
Reynolds sieht die Musiker des Post-Punk so als Vertreter der Moderne, die die Rockmusik weiterentwickeln wollten. Wo sich der Punk mit Mods, Garage Rock, Detroit Rock und Protopunk auf althergebrachte Rockmusik berief und diese in seiner einfachen Direktheit reanimierte, versuchten die Interpreten des Post-Punk, Rockmusik zu dekonstruieren, neu zu denken und neu zu inszenieren. Die Instrumentalisten versuchten, Klischees zu vermeiden und Einflüsse aus Stilen jenseits des Rock aufzunehmen. Gitarristen griffen unter anderem auf Ideen des Funk und Reggae zurück. Sie versuchten, Soli zu meiden und ihr Spiel mit „Kantigkeit, eine[r] saubere[n] und knackige[n] Schärfe“ anzureichern. Die Schlagzeuger entwickelten neue, spärlichere und zugleich verdrehte Rhythmusfiguren und stellten die Tom-Toms in den Mittelpunkt. Das Bassspiel nahm der Gitarre die führende Rolle ab, präsentierte Melodien und Groove. Maschinelle Rhythmen, Synthesizer und Sequenzer boten den Interpreten derweil die Idee einer emanzipatorischen Musik, die sich von amerikanischen Vorbildern befreit. Rhythmen aus Dub, Reggae und Funk, die Elektronik, die zwischen Krautrock, Stockhausen und der Musique concréte entstanden war, sowie die jamaikanischen Produktionstechniken waren die Orientierungspole und Bedingungen, unter denen der Post-Punk sich entfaltete. Dabei erwies er sich als eine Rückbesinnung auf die minimalistischen Akteure des Art-Rock und die intellektuellen Vertreter des Glam Rock, die zuvor als Wegbereiter des Noise angeführt wurden: Roxy Music und Brian Eno, David Bowie, Iggy Pop, Velvet Underground, deren Musiker und solche, die mit der Band in Verbindung gebracht wurden.

#### Industrial

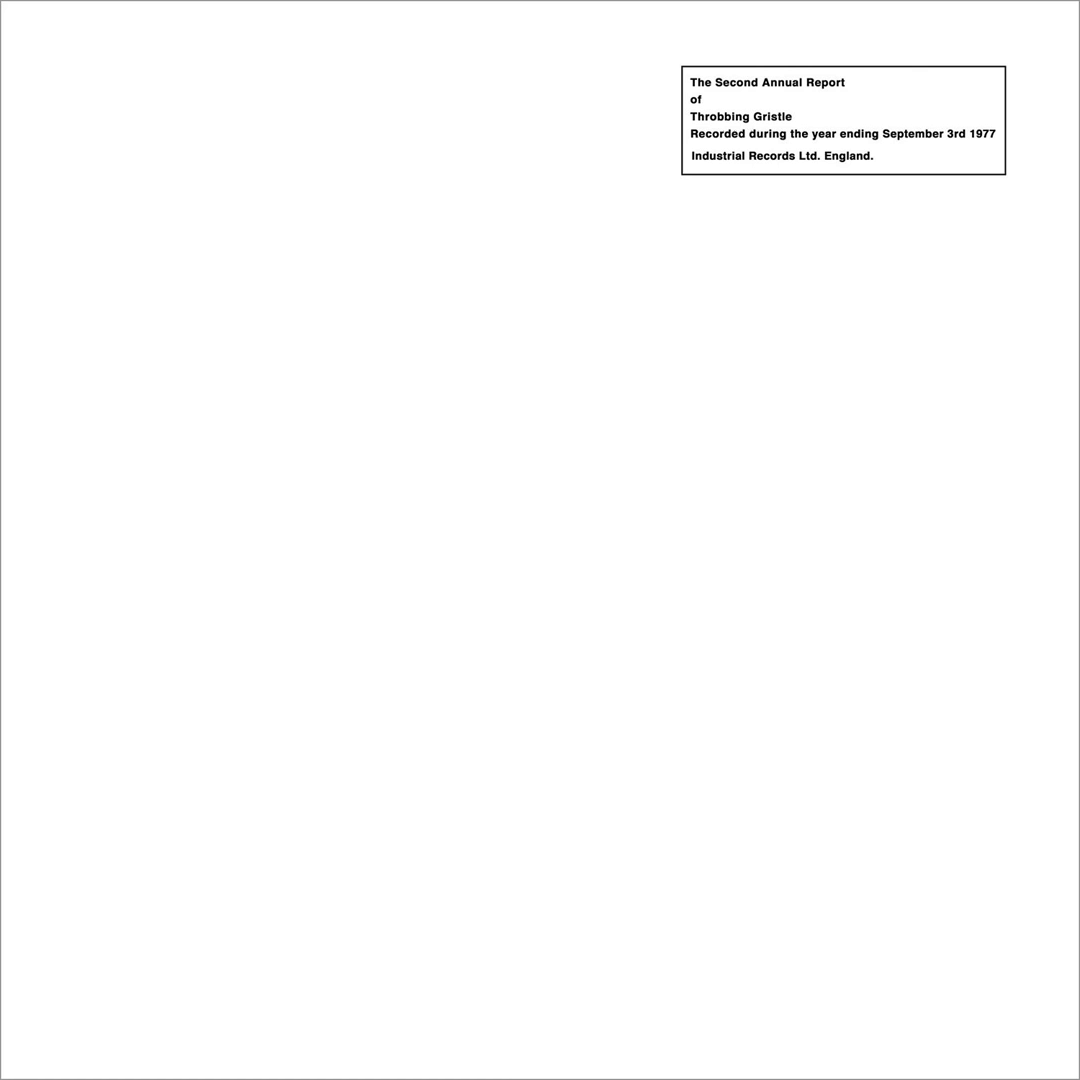
Das schlichte weiße Cover mit Titel und Bandnamen des Throbbing-Gristle-Debütalbums The Second Annual Report

Harsh Noise, Japanoise und Power Electronics wurden in ihren Anfängen als zweite Generation des Industrials beurteilt. Wegweisende Noise-Interpreten wie Merzbow und Whitehouse wurden noch bis in die 1990er-Jahre als Industrial-Interpreten bezeichnet. Als entsprechend eng gilt das Verhältnis des Noise zum Industrial. Der Begriff Industrial selbst bezeichnete dabei ursprünglich nur die kurze Phase der Aktivität des Labels Industrial Records von 1976 bis 1981 und die Interpreten, die direkt mit diesem Unternehmen in Verbindung standen. Andere Akteure dieser Zeit, die mit ähnlichen Ideen auftraten, darunter Controlled Bleeding, Einstürzende Neubauten und Cabaret Voltaire, lehnten die Zuordnung zu diesem Genrebegriff, der insbesondere Throbbing Gristle beschrieb, für sich ab.
Industrial entstand als experimentelles Genre aus dem Rückgriff auf Ideen der Aktionskunst und des Psychedelic Rock. Die Historie der als Ur-Band des Industrial geltenden Gruppe Throbbing Gristle begann als Coum Transmissions, ein Künstlerkollektiv, das zu Beginn der 1970er-Jahre durch aggressive, provokante und schockierend-verstörende Performances medienpräsent auf sich aufmerksam machte. Im Werk von Coum Transmission kamen diverse Ideen der Performancekunst zusammen und einige der radikalen Auftritte entsprachen den von Sadomasochismus, Häresie, Gewalt und Sexualität geprägten Bemühungen des Wiener Aktionismus, die gesellschaftlichen Tabus und Prägungen zu durchdringen. Throbbing Gristle und Industrial Records entstanden als eines diverser Nebenprojekte der Künstlergruppe. Mit Throbbing Gristle reagierte Genesis P-Orridge auf die Befürchtung, Coum Transmission könne zu sehr im Kunstmarkt angenommen und vereinnahmt werden. Das Poppublikum sei leichter zur Aktivität zu provozieren.
Dabei sollte die Grundidee von Throbbing Gristle als Band im deutlichen Kontrast zu regulären Band-Gründungen. Anstelle von Musik, Talent, Stil und ähnlichen Grundimpulsen sollte Inhalt, Authentizität, Energie und Experimentelles stehen. Die Band lernte die Instrumente nicht spielen, verzichtete auf einen Schlagzeuger und baute komplexe Effektgeräte. P-Orridge führte diese Idee später weiter aus, indem er das dem Fanzine Sniffin’ Glue zugeschriebene drei-Akkorde-Credo des Punk (Das sind drei Akkorde, jetzt gründe eine Band) als zu einengend ablehnte.

„Es fängt mit Akkorden an, da wird gesagt: ‚Macht’s wie alle anderen, lernt spielen.‘ Man kann auch ohne Akkorde anfangen. Wieso sagt man mich einfach: ‚Gründe eine Band und es ist egal wie‘s klingt oder ob überhaupt ein Geräusch rauskommt oder man eine Stunde lang schweigen da steht. Man muss machen, was man will.“

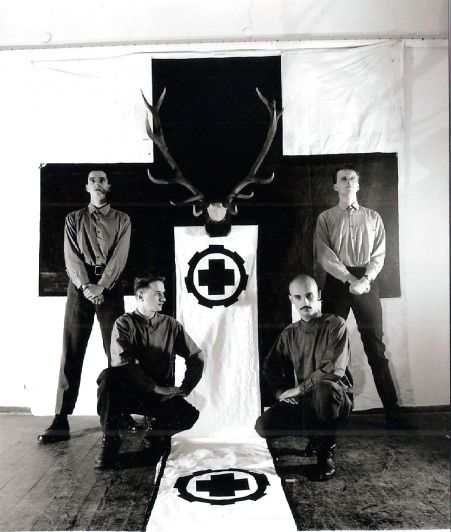
Pressefoto der Gruppe Laibach

Vor solchen Grundideen entwickelten Interpreten, die dem Industrial zugerechnet wurden, ob im direkten Bezug zu Throbbing Gristle, wie die Lärm- und Klangcollagen von Monte Cazazza, oder nicht, eigene Ausdrucksformen. Industrial agiert mit klanglichen und inhaltlichen Grenzüberschreitungen. Laibach provozierten mit teils pornografischen Videoinstallationen und totalitärem Gestus. Cabaret Voltaire konfrontierte das Publikum mit experimentellen Bandschleifen-Klängen und Texten von extremer und grotesker Sexualität oder Gewalt. SPK nutzte Aufnahmen aus der Pathologie als Videoinstallationen zu den monotonen Lärm- und Klangcollagen.
Weitere mit dem Industrial in Verbindung stehende Interpreten wie The Haters oder NON loteten die Frage aus, was überhaupt als Musik wahrgenommen wird, welche Erwartungen an Interpreten, ihre Musik und Auftritte gestellt wird und wie Innen und Außen, Interpret und Publikum interagieren. Die um G.X. Jupitter-Larsen formierte Band The Haters besteht aus Gelegenheitsmusikern, die von Jupitter-Larsen zu Auftritten hinzugezogen werden. Bei Auftritten experimentiert das Projekt mit Performance-Elementen, später mit Kontaktmikrofonen. Boyd Rice ließ zum ersten Auftritt von NON die Musik vom Band laufen und stellte eine Vogelscheuche als Interpret auf die Bühne.
Einstürzende Neubauten experimentierten mit Metall, Alltagsgegenständen, Schrott, Werkzeugen und dem eigenen Körper, bis hin zur Lebensgefahr, als Instrumente. Das Ziel der Gruppe bei der Aufnahme des Albums Kollaps sei es gewesen, so Reynolds, „über Tonalität hinaus zu gehen, ja sogar über Töne und ein Punkt zu erreichen, an dem alles nichts als Musik wahrgenommen werden konnte“. Mit Kollaps gelang es der Band so auch international, Aufmerksamkeit zu generieren. Und während Throbbing Gristle für Noise den kulturellen Grundstein zwischen Kunst und Popkultur setzte, griff spätestens dieses Album den Noise seine musikalische Grundidee im Rahmen der Popkultur vorweg.
Gemein war den frühen Interpreten des Industrial der enge Bezug zur Kunst beziehungsweise zur Antikunst in Form des Dadaismus und das Bemühen, die etablierte Struktur einer Rockband und eines ‚Popsongs‘ zu überwinden. Ein Großteil der Interpreten knüpfte an die Herangehensweise im Psychedelic Rock, die formalen Zwänge des Songformats zu überwinden und das Experiment an Ton in den Vordergrund zu stellen, an und intensivierte das Streben danach. Die Bands wiesen diverse personelle und konzeptionelle Bezugspunkte zum Psychedelic Rock auf, wendeten die Ideen jedoch musikalisch und thematisch deutlich ins Urbane, Desillusionierte und Utopie-lose, in dem Willen, die Gesellschaft mit den eigenen menschlichen Abgründen und Tabus zu konfrontieren, darunter Nationalsozialismus, Perversion, Lustmord und Psychopathologie, wurden allerdings stets in der Nähe zum bürgerlichen Leben aufgegriffen. Nicht die Illusion des absolut Wahnsinnigen, Perversen oder Bösen wurde im Industrial besungen oder beschrieben, sondern das Potential des Wahnsinnigen, Perversen und Bösen in jedem Menschen.
„Das Dekonstruktionspotenzial“ des Industrial erwies sich dabei als „höher als das der gleichzeitig stattfinden Punk-Bewegung“. Während Punk sich schnell als Mode habitualisierte, als ein ästhetisches Reglement aus Kleidung und Ausdrucksform, Slogans und Symbolen ausbildete, blieben insbesondere Throbbing Gristle uneindeutig und Industrial insgesamt ohne klare musikalische, thematische oder modische Parameter. Mal trat die Gruppe in Kampfanzügen auf, ein anderes Mal in bunten, kurzen Sommerhemden. Ebenso blieb ihre Musik unvorhersehbar und reichte von „wüsten Feedbackorgien über monotone Beats und im Befehlston gebellte Vocals bis hin zu zuckersüßem Elektropop und ambienten Klanglandschaften“.

#### No Wave
Der insbesondere für den Noise-Rock prägende No Wave entstand in New York in Opposition zu der Idee des Punk, Rockmusik zu reaktiveren. Punk als Urknall bot den Interpreten lediglich den kulturellen Raum. Gerade in New York, das mit dem CBGB das Epizentrum des Punk darstellte, war 1977 ein Vakuum entstanden. Die wichtigsten Punkbands hatten große Plattenverträge abgeschlossen und Tourneen angetreten und eine kreative Leere hinterlassen. No Wave nahm als Punk-Reaktion und -Nachkomme den Raum ein, ohne dabei einem klaren Stil zu folgen oder sich dem Punk musikalisch verbunden zu wähnen. Mit The Velvet Underground, Captain Beefheart und Yoko Ono stützte sich das Genre auf wenige Vorreiter, die jenseits des Punk lagen. Die Ideen, die der No Wave von solchen Interpreten gewann, waren Lautstärke, Disharmonie und bohrende Gitarrenklänge, oft auf einer Slide-Gitarre gespielt, Ambient-Stücke und ausladende Jams, die wie disharmonische Antworten auf die ziellose Klangkompositionen des Krautrock wirkten. Mehr als diese wenigen musikalischen Gemeinsamkeiten einte die Interpreten der Hang zum radikalen Klang jenseits der Rockmusik. No-Wave-Gruppen definierten ihren Radikalismus abseits der Punk-Rückkehr zu den Rock-Wurzeln, als Entwurzelung. Sie waren durch die gemeinsame Entschlossenheit, alle Verbindungen zu dieser Vergangenheit zu negieren, sich gegen die Stereotype des Rock zu stellen und dennoch in der Besetzung einer Rockband zu agieren.

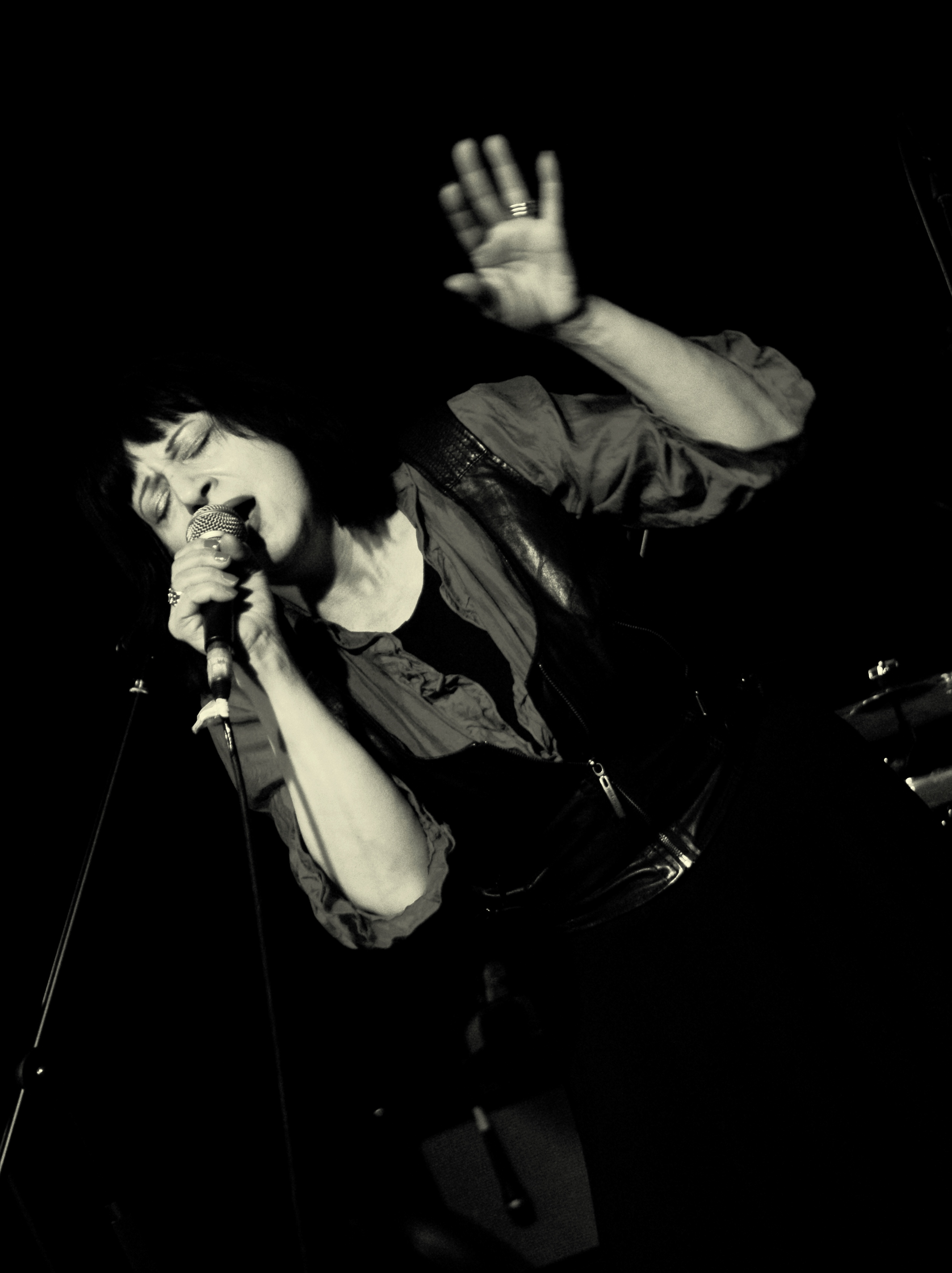
Lydia Lunch, hier während eines Auftritts im Jahr 2012, gilt als eine der zentralen Figuren des No Wave

Ähnlich wie Genesis P-Orridge von Throbbing Gristle die Notwendigkeit, ein Instrument zu lernen, ablehnte, argumentierte auch Lydia Lunch, die als Gitarristin und Sängerin von Teenage Jesus and the Jerks die Ikone der neuen Szene wurde, dass das Lernen des Instruments keine neuen Ideen und Klänge erzeugte, da alles bereits im Rock dagewesen sei. Anstatt Akkorde zu lernen, nahm sie Messer und Bierflaschen zum Spielen. Weitere Analogien zum Industrial lagen im performativen Charakter der Szene, die nur wenige Aufnahmen vorweisen kann. Konzerte der Band Contortions waren von Tumulten geprägt, da ihr Sänger und Saxophonist James Chance regelmäßig ins Publikum stieg und sich übergriffig verhielt, um Schlägereien zu provozieren. Die Bands erzeugten damit mediale Aufmerksamkeit, folgten allerdings auch dem künstlerischen Impuls, die Grenze zwischen den Akteuren auf der Bühne und dem Publikum davor zu durchbrechen. Wie im Industrial wurzelten viele Interpreten und Anhänger in der Kunstszene. Und wie im Industrial waren die Interpreten von den Ideen des Fluxus und Wiener Aktionismus inspiriert. Und wie Throbbing Gristle lehnten die führenden Personen des No Wave die von Galerien, Vernissagen und Museen getragene Kunstszene und die damit einhergehende Boheme ab.

„No Wave war ein Kulturkampf, eine extreme Geste, die sich nur selbst überleben konnte.“

Brian Eno, der als Produzent des Talking-Heads-Albums More Songs About Buildings and Food nach New York kam, besuchte im Mai 1978 ein Festival zu dem DNA, Contortions, Mars und Teenage Jesus and the Jerks auftraten. Eno, der sich als Absolvent der Kunsthochschule Musik zwischen Naivität und Technikinteresse erschloss, sah die Verbindung zwischen seiner eigenen Vita und dem Vorgehen der No-Wave-Akteure als das Erforschen und Ausloten musikalischer und konzeptioneller Grenzen. Um diesen für ihn magischen Augenblick zu dokumentieren, arrangierte er die Möglichkeit einer Kompilation und ließ jene vier Gruppen je vier Stücke, größtenteils direkt und ohne die für Eno typischen Studiobearbeitungen, aufnehmen. Andere, ebenfalls beim Festival aufgetretene Interpreten wie Theoretical Girls und The Gynecologists blieben außen vor. Die Kompilation No New York wurde derweil das bekannteste Dokument der kurzlebigen Szene. No Wave schlich nach der Veröffentlichung der Kompilation zügig aus. Den Interpreten gingen die Zentren aus, als der Club Max’s Kansas City schloss und das CBGB sich durch einen unkontrollierten Publikumszustrom als Anlaufpunkt für die Szene ausschloss. Die Bands und ihre führenden Persönlichkeiten schwankten zwischen Kunst und Kommerz und nur wenige der Interpreten hatten bestand.

### Die ersten Noise-Genre
Nach 1979 bis in die Mitte der 1980er-Jahre und damit noch in dem Gemenge des Post-Punk gediehen die später als erste Noise-Genre gehandelten Spielformen des Rock und der elektronischen Musik.
Power Electronics gedieh in London, Noise-Rock in New York und Japanoise in Osaka und Kyōto. Insbesondere Japanoise prägte ab den 1980er-Jahren im Nachhinein für die Wahrnehmung als Genre und die Vorstellung von dessen Ästhetik und Klang. Die Spielformen knüpften an Punk/Post-Punk, Industrial und No Wave an und wurden in Teilen noch mit diesen assoziiert.

#### Noise-Rock

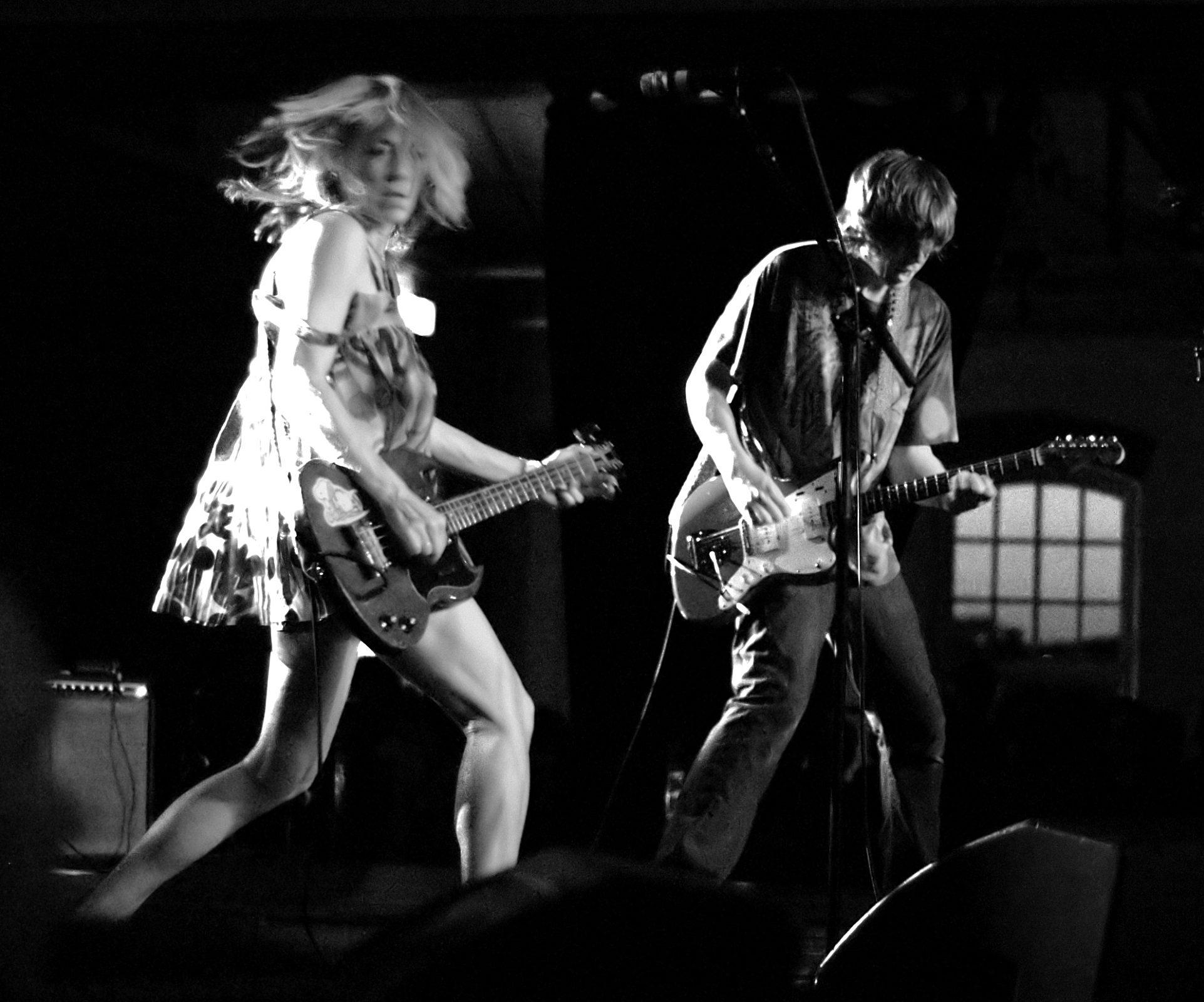
Kim Gordon und Thurston Moore mit Sonic Youth, hier 2005 in Schweden, einer der prägendsten Gruppen des Noise-Rock

In Relation zu Japanoise und Power Electronics, zu welchen eigene Bücher erschienen, besitzt Noise-Rock keine nennenswerte historische Dokumentation oder kultur- beziehungsweise musikwissenschaftliche Aufbereitung. Selbst Überblickswerke zum Noise erwähnen nur vereinzelte Interpreten oder schließen die Rockmusik explizit aus der Betrachtung aus. Einige Musikzeitschriften und Webzines halten Überblicksartikel vor. Eine gemeinsame musikalische Form besaßen auch die frühen Noise-Rock-Interpreten nicht. Während manche darum bemüht waren, sich der Rockmusik zu verweigern und unkonventionelle Instrumente zu nutzen, blieben andere in der Konstellation einer Rockband und agierten mit den gegebenen Instrumenten durch ungewöhnliche Spielmethoden. Gemein war vielen der direkte oder indirekte Bezug zum experimentellen Ansatz des Art-, Kraut- und Psychedelic-Rock und der aus dem Punk gezogene Wille, aufzubegehren und das Publikum zu konfrontieren, sowie Bezüge zur bildenden Kunst. Im Noise-Rock-Bands dominiert allerdings das Gitarrenspiel, was eine Abgrenzung zu den Bands des Noise, Post-Industrial und Industrial darstellt, bei denen meist elektronische Elemente im Vordergrund stehen. Entsprechend formierte sich im Noise-Rock eine eigene Traditionslinie, die Elemente des Noise in die Rockmusik übertrug.
Für das Genre waren besonders amerikanische Interpreten wie Scratch Acid, Butthole Surfers, Tuxedomoon und hervorgehoben Big Black, Swans und Sonic Youth bedeutend. Auch die australische Gruppe The Boys Next Door, später The Birthday Party, bot einen neuen Ansatz, Störgeräusche und Lärmelemente als Element ihrer Musik zu nutzen. Über die Grenze von New York hinaus folgte dem Noise-Rock eine Bandbreite insbesondere amerikanisch geprägter Rock- und Metal-Stile, wovon Industrial Rock und Grunge den Mainstream durchdrangen. Noise, Metal und Hardcore Punk interagierten ab der Mitte der 1980er-Jahre miteinander. Akteure des Post-Industrial griffen auf Ideen des Metal und Punk, insbesondere das Gitarrenspiel, zurück und Bands des Metal und Hardcore Punk nutzten Sampling, Störgeräusche und Übersteuerungen als musikalische Aspekte unter dem Einfluss des Post-Industrial und Noise.

#### Power Electronics

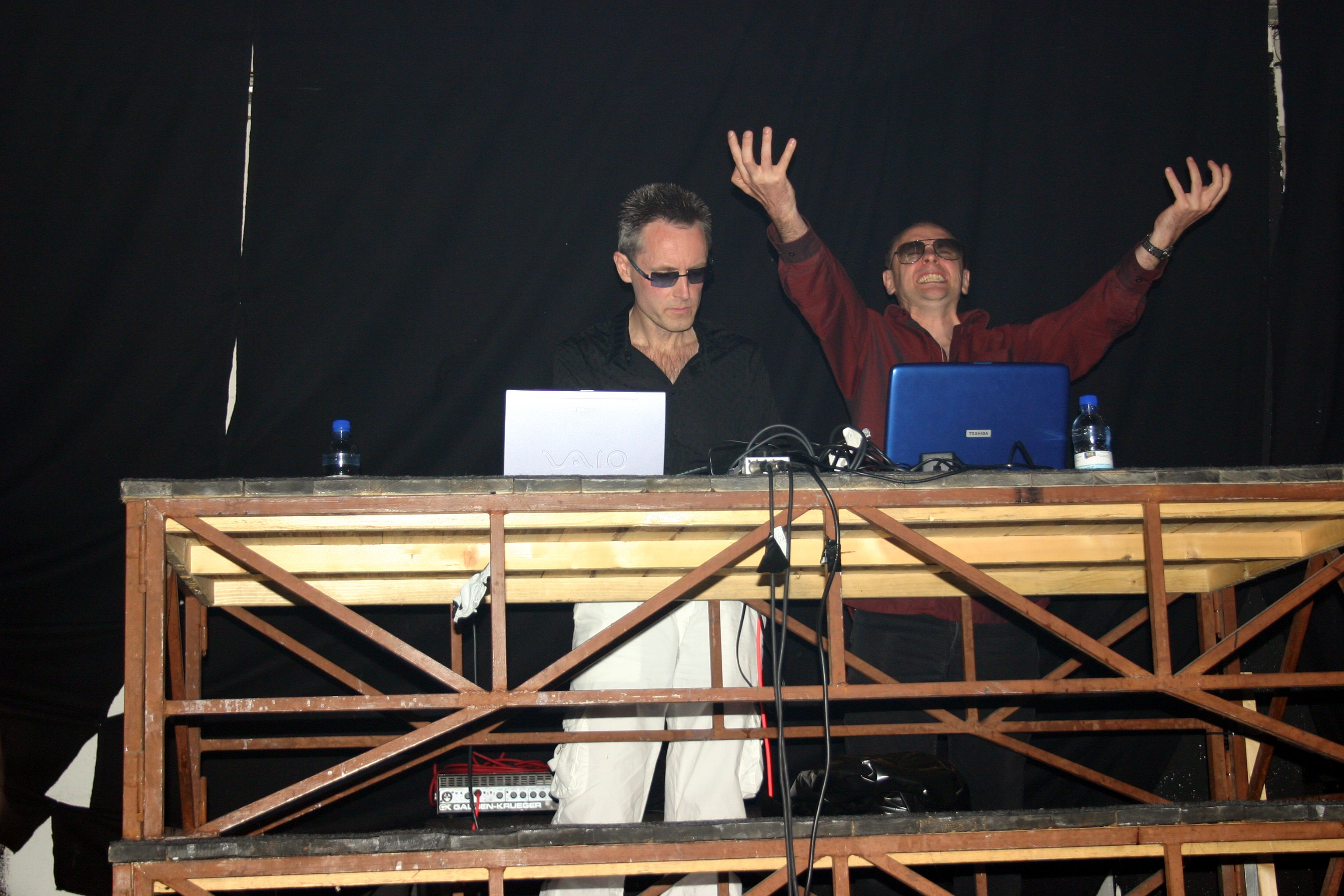
Whitehouse beim Consumer Electronics Festival 2006

Power Electronics entstand unter dem Einfluss des Industrial, wurde zur Industrial Culture gerechnet und gilt als einer der frühen Stile des Post-Industrial. Das Genre und deren Hauptvertreter wurden allerdings von Genesis P-Orridge vehement abgelehnt.
Die Musik des Power Electronics ist durch extreme Lautstärke, übersteuerte Synthesizer, rückgekoppelte Mikrofone und aggressive, oft verstörende Texte, die gebrüllt, gebellt und geschrien werden, gekennzeichnet. Whitehouse als Initiatoren des Genres lehnten klassische Songstrukturen vollständig ab und setzten stattdessen auf monotone, hochfrequente Klangwände und repetitives, schockierendes Schreien und Brüllen. Insbesondere Whitehouse, der Whitehouse-Vorläufer Come sowie das Label Come Organisation, beide 1979 von William Bennett gegründet, waren für Musik und Inhalt des Genres maßgebend. Um das Label entstand zügig eine kleine Szene, die für provokante Themen, Tabubrüche und ihre extreme Ästhetik, die bewusst den Hörer überforderte, bekannt war. So wurde im Power Electronics jeder Tabubruch des Industrials radikalisiert, allerdings verzichtete Bennett dabei auf das Unvorhersehbare, das Throbbing Gristle als Teil des Industrials kultiviert hatte. Vielmehr wollte Bennett sein Publikum unter einem akustischen Sperrfeuer mit menschlichen Abgründen und Tabus konfrontieren. Whitehouse kombinierte atonal arrangierten Lärm, der auf Lautstärke und Verzerrung beruht, stark verzerrten Schreigesang mit Texten und Samples, die auf Brutalität, sexuelle Gewalt, Serienmord und Faschismus verweisen.
Die Interpreten des Labels Come Organisation definierten mit den inhaltlichen Rahmen des Mikrogenres innerhalb des Post-Industrial. Insbesondere die 1982 veröffentlichte Kompilation Für Ilse Koch wurde als Eckpunkt der inhaltlichen Ausrichtung wahrgenommen. Dabei, so die Kulturwissenschaftlerin Carla Mureck in ihrem Essay „Die Hölle ist da, feiern wir das wärmende Feuer“, war die Wahl von Ilse Koch als die einer „x-beliebigen, sexuell frustrierten deutschen Frau, die ihre Sadismen an hilflosen KZ-Opfern in grausamster Weise auslebte“, als Verweis auf den „Zusammenhang von sozialem System und Psyche“ zu begreifen. Eine den Interpreten des Genres vorgeworfene Reduzierung auf Konfrontation und Provokation wird von Fürsprechern als verkürzende Interpretation allerdings negiert. Auch Kritik an einer möglichen Nähe und positiven Bezugnahme auf den Nationalsozialismus und Rechtsextremismus wird als Fehl-Interpretation einer Destruktion, Entkontextualisierung und Dekonstruktion betrachtet. Vielmehr gehe es den Interpreten um eine Auseinandersetzung mit der Mechanik der Macht, die Offenlegung einer Banalität des Bösen in jedem Menschen und eine Irritation und Provokation durch Übertreibungen von Sex und Gewalt. Dennoch entstand in Nordamerika eine Szene, die die Elemente des Genres adaptierte und „vereindeutigend in rassistische und rechtsextreme Kontexte überführ[te]“. Die potentielle Nähe findet derweil in der Rezeption und damit im Publikum auch affirmative Entsprechungen.

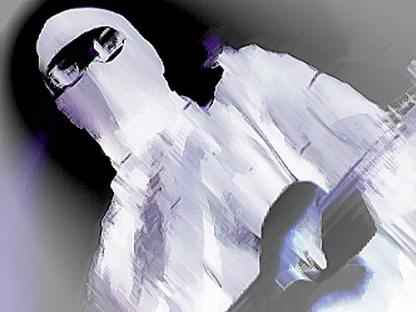
Blackhouse, zählten zu den ersten Power-Electronics-Interpreten der Vereinigten Staaten

Zum Label Come Org gehörte das Fanzine Kata, das als wichtiger Katalysator der Verbreitung und Vernetzung des Genres und des Publikums diente. Im Jahr 1982 erschien das Whitehouse-Album Erector, das Bennett als den puren Klang des Power Electronics beschreibt und das als das erste vollwertige Album des Genres gilt. Zwei Jahre später, mit dem Album Psychopathia Sexualis, schuf Bennett den auf dem Album aufgedruckten Genrenamen. Indes bildete sich um Whitehouse, das 1981 aufgelöste Projekt Come und das Label Come Organisation ein Musiker-Netzwerk mit Steven Stapleton, Daniel Miller, JG Thirlwell, Phillip Best, Glen Michael Wallis, John Murphy und vielen weiteren. Als Whitehouse 1982 so das erste Mal für eine ihrer ‚Live Aktions‘ auf eine Bühne trat, waren Andrew McKenzie von der Gruppe Hafler Trio und Steven Stapleton von Nurse with Wound neben Bennett Teil von Whitehouse. Interpreten wie das deutsche Projekt Genocide Organ oder Mauthausen Orchestra und Atrax Morgue aus Italien wurden als Teil einer gemeinsamen Post-Industrial-Strömung wahrgenommen. Neben Großbritannien bildeten sich in Australien, den Vereinigten Staaten und Italien bedeutende Szeneausläufer. Besondere Bekanntheit erlangte das australische Projekt Streicher, dessen anhaltender Themenfokus das Dritte Reich ist. In der Kritik stand Streicher insbesondere für die Inszenierung als Neonazi-Projekt. Dabei führte Ülex Xane die Angst der Öffentlichkeit vor Neonazis als Impuls für die Adaption der Skinhead-Ästhetik an.
Auch in den Vereinigten Staaten entstand im gleichen Zeitraum eine Reihe Interpreten, die der Idee von Whitehouse nacheiferten. Besonders bekannt wurden Hunting Lodge und das Projekt Blackhouse, das mit einer christlichen- und Pro-Life-Attitüde in bewusster Opposition zu Whitehouse stand. Mitte der 1980er-Jahre stellte Come Org den Betrieb ein und Unternehmen wie das amerikanische Label Malignant Records füllten die entstandene Lücke. Indes verbreitete sich der originäre Power Electronics zum Ende der 1980er- und Beginn der 1990er-Jahre international weiter und nahm Einfluss auf die Entstehung der Genres Dark Ambient und Death Industrial. In den Vereinigten Staaten wurde das Interesse an Noise durch spezialisierte Label und Fanzines, darunter Pure vom späteren Whitehouse-Mitglied Peter Sotos, befeuert.

#### Japanoise

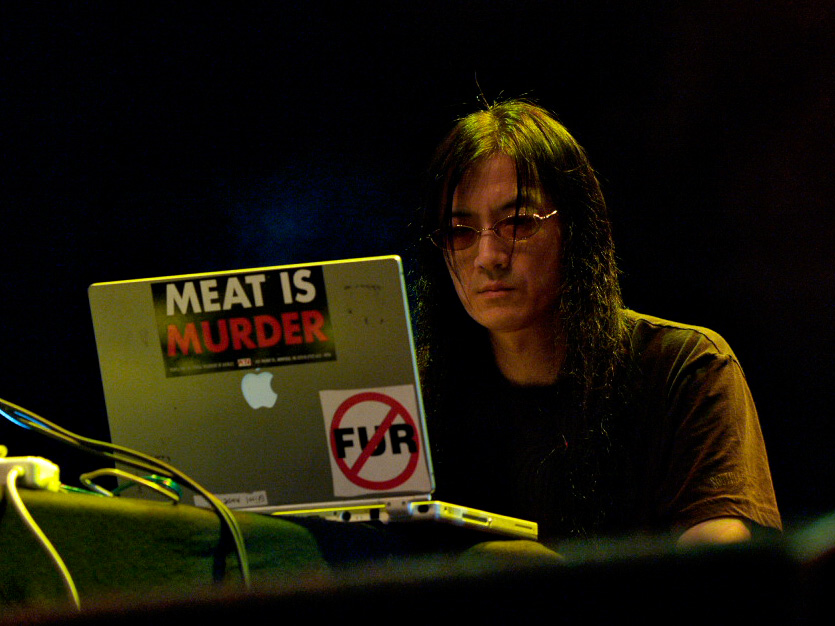
Masami Akita alias Merzbow, hier beim Moers Festival 2007, gilt oft als das Gesicht des Japanoise und Noise insgesamt

Oft simplifizierend auf die Tonalität von Merzbow reduziert, ist Japanoise ein heterogenes Genre. Der Begriff ist stilistisch unscharf definiert und nicht an eine spezifische musikalische Ausdrucksform gebunden. Viele Künstler eint jedoch ein Hang zum musikalischen oder performativen Extrem, das sie auf unterschiedliche Weise umsetzen. Gemeinsam ist den meisten Interpreten der Einsatz von Disharmonie, Klangcollagen, Übersteuerungen, Verzerrungen und extremer Lautstärke. Provokation und Konfrontation spielen dabei eine zentrale Rolle in der künstlerischen Gestaltung. Japanoise reicht von Noise-Rock über stark verfremdete Varianten von Punk und Grindcore bis hin zu elektronischen Klängen, mit denen die Szene oft assoziiert wird. Ein wesentliches Merkmal ist die antagonistische Haltung zur konventionellen Musik: Während einige Interpreten Japanoise als reine Nicht-Musik betrachten, sehen andere darin eine radikale Weiterentwicklung traditioneller Rockmusik.

##### Japanoise: Inhalt
Japanoise verkörpert eher eine ästhetische und konzeptuelle Haltung als einen spezifischen inhaltlichen Kern. Der Fokus liegt auf Klangexperimentation, extremen Lautstärken, Übersteuerung und der bewussten Ablehnung traditioneller musikalischer Strukturen. In der Performance kommen zudem Provokation, Körperlichkeit und Grenzüberschreitungen ins Spiel, die gesellschaftliche Normen herausfordern können. Eine ideologische oder emotionale Aussage fehlt dem Japanoise. Das Genre drückt in der Absage an musikalische Konventionen und der Hinwendung zur reinen Klangenergie und physischen Erfahrung ohne festgelegte Botschaft radikale Freiheit aus. Japanoise, so Hegarty, „kann in allen Stilen auftreten und sich auf alle anderen Genres beziehen, […] aber vor allem stellt [Japanoise] die Frage nach dem Genre - was bedeutet es, kategorisiert, kategorisierbar, definierbar zu sein?“

##### Japanoise: Frühe Geschichte
Die Hinwendung zum Noise besitzt auch in Japan eine Vorgeschichte, die in den 1960er- und 1970er-Jahren mit dem Musikerkollektiv Group Ongaku, der Fluxus-Gruppe Taj Mahal Travellers und experimentellen Interpreten des Progressive Rock begann. Die ersten Interpreten des Japanoise Merzbow, Hijokaidan und Incapacitants formierten sich so zum Ende der 1970er-Jahre in einem kulturellen Crossover von Free Jazz, Freier Improvisation, Krautrock, Punk und dem Einfluss von Antonin Artaud. Im Verlauf der 1980er-Jahre entstand in Osaka und Kyōto eine konstante Szene aus Akteuren und Anhängern, die sich mit eigenen Fanzines, Tape-Labels und Auftritten in kleinen Clubs, Livehouse genannt, vernetzte.
Die frühe Geschichte des Japanoise ist von einer kleinen, aber experimentierfreudigen Szene, die sich parallel zur internationalen Noise- und Industrial-Bewegung entwickelte, geprägt. Ab Ende der 1970er-Jahre formte sich eine eigenständige Szene, die sich zunehmend vom westlichen Industrial und Power Electronics abgrenzte und radikale, oft körperlich intensive Ausdrucksformen entwickelte.

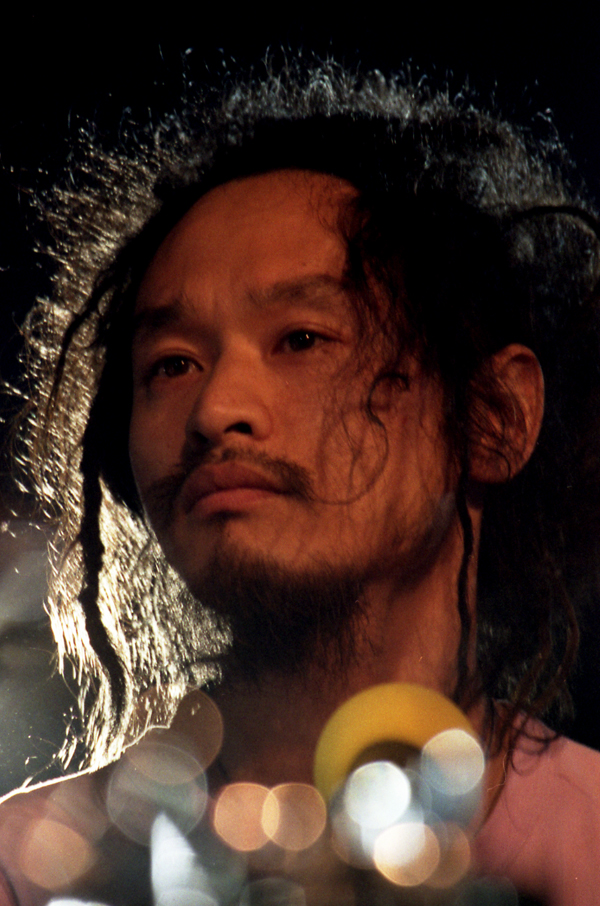
Hanatarash, hier Yamataka Eye, wurde als gefährlichste Band der Welt bekannt

Einflussreich für die Entstehung von Japanoise war der Underground-Punk und Industrial. Bands wie Hijokaidan waren frühe Vertreter einer radikalen Noise-Performance, die sich nicht nur auf elektronische Klänge, sondern auch auf extreme physische Aktionen und unkontrollierte Lärm-Improvisationen stützten. Hijokaidan begannen als Free-Form-Kollektiv mit ständig wechselnder Besetzung und schockierten durch chaotische Live-Auftritte, die analog zu COUM Transmission von Selbstverletzungen, Zerstörung und Körperflüssigkeiten geprägt waren.
Parallel dazu entstand Merzbow, das Projekt von Masami Akita, dessen Werk später als Pars pro toto des Japanoise und Noise betrachtet wurde. Das Projekt orientierte sich stärker an elektronischen Verzerrungen, Bandschleifen, Rückkopplungen, Störgeräuschen und Übersteuerung. Während frühe Merzbow-Aufnahmen noch Industrial- und Cut-up-Techniken nutzten, entwickelten sie sich zunehmend in die radikal noisige Richtung, die später als Harsh Noise bekannt wurde.
Zwischen 1982 und 1985 bildete sich in Osaka und Kyōto eine kleine, heranwachsende Noise-Szene. Während Industrial und Power Electronics in Europa oft mit sozialkritischen oder politischen Botschaften verknüpft waren und sich die amerikanischen Noise-Rock-Bands gegen die Dogmen des Rock und Punk wehrten, ging es im Japanoise um die physische Erfahrung von Klang, Lautstärke und Konfrontation. Während sich einige Künstler auf klangliche Extreme konzentrierten, nutzten andere provokative Performances als integralen Bestandteil. Die Infrastruktur bestand vor allem aus kleinen Livehouses und Kassettenlabels, die die Szene unabhängig von großen Musikstrukturen weiterentwickelten. Selbst organisierte Label halfen dabei, die Szene zu dokumentieren.
Hanatarash trieb die physische Performance auf extreme Weise voran. Bei ihren Konzerten zerstörten sie Bühnen, setzten schwere Maschinen ein und gefährdeten bewusst sich selbst und das Publikum. Incapacitants repräsentierte eine Form von Noise, die sich auf die körperliche Reaktion auf Klang konzentrierte. Ihre Konzerte waren chaotische, laute und energetische Performances, ohne die extremen Schockelemente anderer Bands. C.C.C.C. kombinierte Noise mit visueller Performancekunst, oft mit explizit sexuellen Elementen. Auch Gerogerigegege nutzte sexuelle Elemente. Das Duo begann als eine Art dadaistisches Noise-Punk-Projekt und wurde später für extreme Performances bekannt, die Masturbation und andere Grenzüberschreitungen beinhalteten. Anders als die konfrontativen Interpreten nutzte Kimihide Kusafuka als K2 in den frühen 1980er-Jahren Tape-Experimente und harschen Noise, oft mit rohem, verzerrtem Sound, und stand eher den Klangexperimenten von Merzbow und Incapacitants nah. Viele Künstler veröffentlichten ihre Musik selbst oder über kleine Labels, oft als limitierte Kassetten.
Die Japanoise-Szene blieb in diesen Jahren klein und war auf wenige Livehouses und Kassettenveröffentlichungen beschränkt. Das Bears in Osaka war einer der wenigen Clubs, die kontinuierlich Noise-Veranstaltungen ermöglichten. Und der Drugstore in Kyōto galt als wichtiger Treffpunkt für experimentelle Musiker.

### Die klassische Phase des Noise
Zum Ende der 1980er- und Beginn der 1990er-Jahre wurde Japanoise international bekannt. Entsprechend galt Japan als ein wesentlicher Entwicklungsraum für Noise in den 1980er- und 1990er-Jahren. Die Ideen des reinen Klangs der elektronischen Japanoise-Interpreten wurde international adaptiert. Unabhängig von der regionalen Szene verselbstständigte sich die Musik und wurde als Harsh Noise ohne nationalen Kontext neu betitelt. Zeitgleich traten in Schweden und Großbritannien mit Dark Ambient und Death Industrial hybride Folgen des Power Electronics auf. Dem Noise-Rock folgten Genre wie Drone Doom, Jazzcore und Digital Hardcore sowie sich verselbstständigende Stile wie Shoegazing, Grunge, Post-Metal und Sludge. Zwischen den britischen und amerikanischen Einflüssen entstand indes der Industrial Rock / Industrial Metal. Im Kontext der Intelligent Dance Music (IDM) entstanden mit Glitch sowie Clicks & Cuts Stile der elektronischen Tanzmusik, die mit Noise in Verbindung gebracht werden.
In dieser ‚klassischen Phase des Noise‘ entwickelte sich das Genre mit einer die Parameter des Genres variierenden transkulturellen Dynamik. Laut Graham verbreitete sich Noise in der ganzen Welt, wobei die Musik in einer wechselseitigen Beeinflussung von lokalen Trends und Vorlieben stand und zugleich stilistische Kontinuität bewahrt hat.

#### Fortführung des Power Electronics
Power Electronics schlug Wurzeln in Australien, den Vereinigten Staaten und Europa, wurde dabei jedoch auch variiert, zu neuen Spielformen ausgestaltet oder mit neuen Ideen unterlegt. Power Electronics verbreitete sich mit Interpreten wie Intrinsic Action, Genocide Organ, Grunt oder Anenzephalia zum Ende der 1980er- und Beginn der 1990er-Jahre international weiter. In den Vereinigten Staaten wurde das Interesse an Noise durch spezialisierte Label und Fanzines befeuert. Interpreten, die im Zuge dieser Entwicklung bekannt wurden, wie Master/Slave Relationship von Deborah Jaffe, lassen sich musikalisch nur bedingt mit Power Electronics übereinbringen. Während die Musik entweder um ein dröhnendes, simpel programmiertes Schlagzeug einfache Synthie-Motive wiederholt, zu denen Jaffe spricht, Klangflächen und Störgeräusche als Hintergrund des Vortrags arrangiert oder freie No-Wave-Improvisationen nutzt und wenig mit Power Electronics gemein hat, behielt Master/Slave Relationship einen thematischen Fokus nah am Power Electronics bei und verband Sadomasochismus mit subjektiv aggressiven Erzählungen. Mit den aggressiven Texten, in denen die Master/Slave-Relationship-Persona formulierten Anspruch sexuell eine dominante Rolle einzunehmen, durchbrach Jaffe die eingefahrenen Stereotype der männlich dominierten Noise-Musik und stand im emanzipatorischen Dualismus zu Whitehouse und Con-Dom.

#### Fortführung des Japanoise
Während sich Power Electronics thematisch und musikalisch international festigte und neue Ideen hervorbrachte, fungierte Japanoise in der öffentlichen Wahrnehmung als Drehscheibe des Noise. Die nationale Szene entwuchs den Gruppen, die sich verstärkt Varianten der Performancekunst widmeten, während alte und neue Interpreten eine eigene Klangästhetik begründeten. Viele dieser Interpreten nutzten Effektgeräte ohne die zugehörigen Instrumente und verknüpften Gitarrenpedale mit einem Mischpult, um Störfrequenzen zu erzeugen, diese zu filtern und ihnen Entwicklungsraum zu geben. In dieser Phase wurde Japanoise international bekannt. Die Globalisierung der Kulturindustrie bei einer zunehmenden Partikularisierung des Marktes durch den Aufschwung des Alternative holte die kleine japanische Szene zu Beginn der 1990er-Jahre aus dem Netz von Livehouses und Kassettenlabeln. Dabei stand Japanoise in einer wechselseitigen Beziehung zu anderen Noise-Entwicklungslinien. Amerikanische und europäische Künstler und Netzwerker formten ein loses Tapetrading- und Fanzine-Netzwerk mit zunehmenden Austausch. Musiker besuchten einander und kollaborierten miteinander.
John Zorn lud zum Ende der 1980er-Jahre Yamantaka Eye von Hanatarash in seine damals neue Gruppe Naked City. Zeitnah bestritt Solmania eine Nordamerika-Tournee und erlangte zunehmende Bekanntheit in den Vereinigten Staaten. Das Label Public Bath veröffentlichte 1990 die Kompilation Japan Bashing Volume 1 mit Beiträgen von Boredoms, Hanatarash, Omoide Hatoba und UFO or Die. Die Kompilation war Teil der Welle erhöhter Aufmerksamkeit, in der kleine Musikgeschäfte Genreveröffentlichungen führten und die Interpreten in die Rotation mehrerer College-Radios gelang. Thurston Moore entdeckte Japanoise während einer Japan-Tournee von Sonic Youth für sich und kaufte mehrere Kassetten national bekannter Genreinterpreten. Die Musik nutzte er 1995 für einen Remix des Stücks Rising von Yoko Ono, teilte den Künstlern allerdings erst im Nachhinein mit, dass er ihre Musik genutzt hatte, was bei einigen zu Unmut führte und entsprechend bekannt wurde. Von besonderer Bedeutung zeigte sich die Kooperation von Merzbow mit Relapse Records in den 1990er-Jahren. Das Label genoss hohe Anerkennung für Veröffentlichungen des Extreme Metal und hatte sich am Markt soweit etabliert, dass die fünf über Relapse Records veröffentlichten Alben von einer breiten Musikpresse wahrgenommen und in größeren Plattenläden vertrieben wurde. Insbesondere das Album Noisembryo aus dem Jahr 1994 wurde nachkommend als essentielles Album Merzbows und ‚heiliger Gral‘ des Noise der 1990er-Jahre beurteilt.

#### Harsh Noise
Die Bezeichnung Harsh Noise etablierte sich in dieser Zeit in Abgrenzung zu anderen Entwicklungen des Noise. Die dem Harsh Noise zugeordnete Musik stand in der Wahrnehmung und Rezeption paradigmatisch für den gesamten Noise und verdrängte so die Aufmerksamkeit angrenzender Stile und Entwicklungen als Noise. Die Bezeichnung Harsh Noise ermöglichte, es den Begriff Noise als Oberbegriff zu nutzen, unter dem Stile wie Death Industrial und Dark Ambient weiter gefasst werden können. Dabei beschreibt Harsh Noise die Fortführung der zuvorderst mit Merzbow assoziierten radikalen elektronischen Klangwelt. Die so vom Japanoise ausgehende Vermengung von elektronischen Verzerrungen, Bandschleifen, Rückkopplungen, Störgeräuschen und Übersteuerung formte das bekannteste, „wichtigste und größte“ Feld des Noise.

#### Noise im Post-Industrial

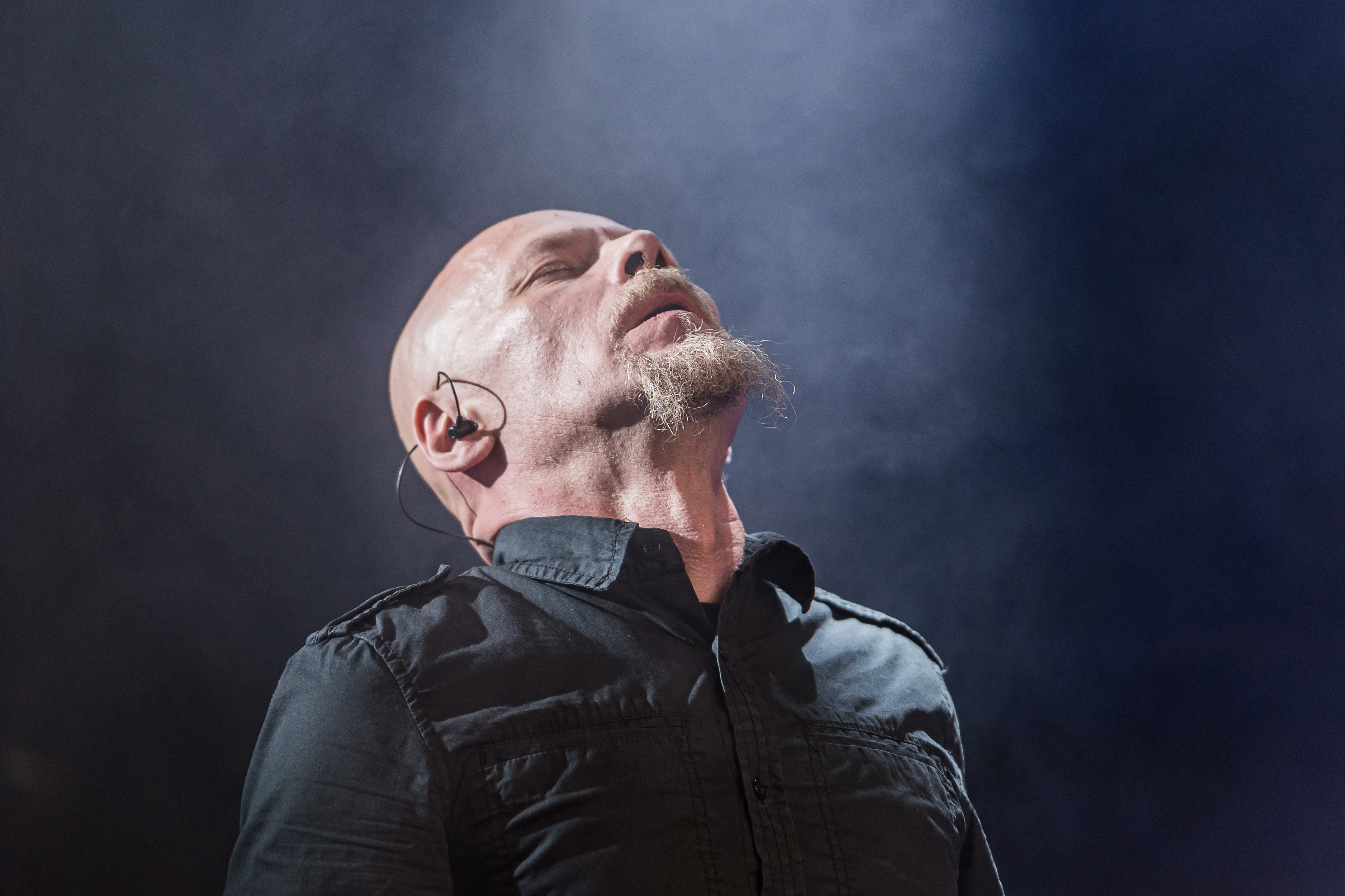
In Slaughter Natives während der Nocturnal Culture Night im Jahr 2019

Ab der Mitte der 1980er-Jahre entstanden nach Power Electronics mit Dark Ambient und Death Industrial weitere Post-Industrial-Stile, insbesondere in England und Schweden, die direkt dem Noise zugeordnet werden. Neben Japanoise und dem daraus resultierenden Harsh Noise sind diese Substile des Post-Industrial jene, die popkulturell zuvorderst mit dem Genre Noise assoziiert werden.
Künstler wie Nocturnal Emissions, Lustmord und Zoviet France verbanden Mitte der 1980er-Jahre Elemente des Industrial wie düstere Klanglandschaften und -collagen mit Ambient-Ideen, die etwa jenen von Brian Eno entsprachen. Diese experimentellen Ansätze führten zu einer eigenständigen Stilrichtung zwischen Post-Industrial, Noise und Dark Wave. In den frühen 1990er-Jahren etablierte sich für diese Musik der Begriff ‚Dark Ambient‘, insbesondere durch das Label Cold Meat Industry und Musiker wie Raison d’être. Später gewannen auch Labels wie Cryo Chamber, Malignant Records und Tesco Organisation an Bedeutung und halfen, das Genre international zu verbreiten. Es entwickelte sich ein breites stilistisches Spektrum – von kargen Klangbildern bis zu cineastischen Kompositionen mit Einflüssen aus Horror und Science-Fiction. Eine gemeinsame inhaltliche Ebene fehlt dem Genre. Analog zu No Wave, Japanoise oder Krautrock fehlt die gemeinsame ideologische oder emotionale Aussage, stattdessen wird im Genre eine Hinwendung zum reinen Klang mittels Instrumentalimprovisationen und experimenteller Klänge verfolgt. Geprägt von synthetischen Klangflächen, Field Recordings und Samples sind so Elemente des Noise wie Rückkopplungen, harsches Dröhnen und übersteuerte Klangfragmenten zentral für den Dark Ambient. Allerdings werden sie anders als in den populären Veröffentlichungen des Japanoise in eine Form ästhetischer Harmonie gebracht. Die Künstler streben eine düstere, oft bedrohliche Atmosphäre an, erzeugt durch dissonante Harmonien, Dröhnen und tieffrequente Geräusche. Häufig kommen Gongs, verzerrte Stimmen oder ungewöhnliche Tonquellen wie Radioteleskopaufnahmen oder Kontaktmikrofone zum Einsatz. Dabei überschneiden sich Dark Ambient und Noise nicht nur klanglich, sondern auch in ihrer experimentellen Herangehensweise und der Ablehnung konventioneller Strukturen. Im Laufe der Zeit wurde der Begriff jedoch zunehmend verwässert und auf jedwede Ambient-Musik angewandt, die eine dunklere Stimmung vermittelt.
Ab dem Ende der 1980er-Jahre verschmolzen Künstler Elemente aus Post-Industrial, Noise und Dark Wave zu dem düsteren und apokalyptischen Death Industrial. Geprägt wurde der Begriff durch Roger Karmanik für sein Projekt Brighter Death Now und später auf weitere Interpreten des Labels Cold Meat Industry wie In Slaughter Natives, Maschinenzimmer 412 und Megaptera ausgeweitet. Der Cold-Meat-Klang erwies sich als stilprägend und wurde von Künstlern außerhalb des Labels aufgegriffen. Die düstere Klangästhetik, oft als „Katakombenklang“ beschrieben, wurde durch schleppende Rhythmen, dröhnende Soundflächen und aggressive Samples aus sakraler oder maschineller Quelle charakterisiert. Elemente aus dem Noise wurden insbesondere durch den Einsatz von Verzerrung, Rückkopplung und harschen Klangtexturen aufgegriffen – ein Ansatz, der den Death Industrial roher und unmittelbarer machte. Nachdem Cold Meat Industry Mitte der 1990er-Jahre seine Aktivitäten eingestellt hatte, wurde das Genre durch Unternehmen wie Malignant Records, Raubbau oder Beläten weitergeführt. Inhaltlich kreist das Genre um Themen wie Individualismus, Gewalt, Sexualität, Okkultismus und Atheismus, häufig dem Power Electronics nahestehend radikal in Szene gesetzt – von schockorientierter Bildsprache bis zu ritueller Performance mit archaischen Instrumenten. So zeigt sich Death Industrial auch in seiner ideologischen Aufladung eng mit Noise verbunden: Beide Genres lehnen klassische Musikstrukturen ab, suchen Reibung statt Harmonie und loten das Extrem des Hörbaren aus.

#### Noise im Techno

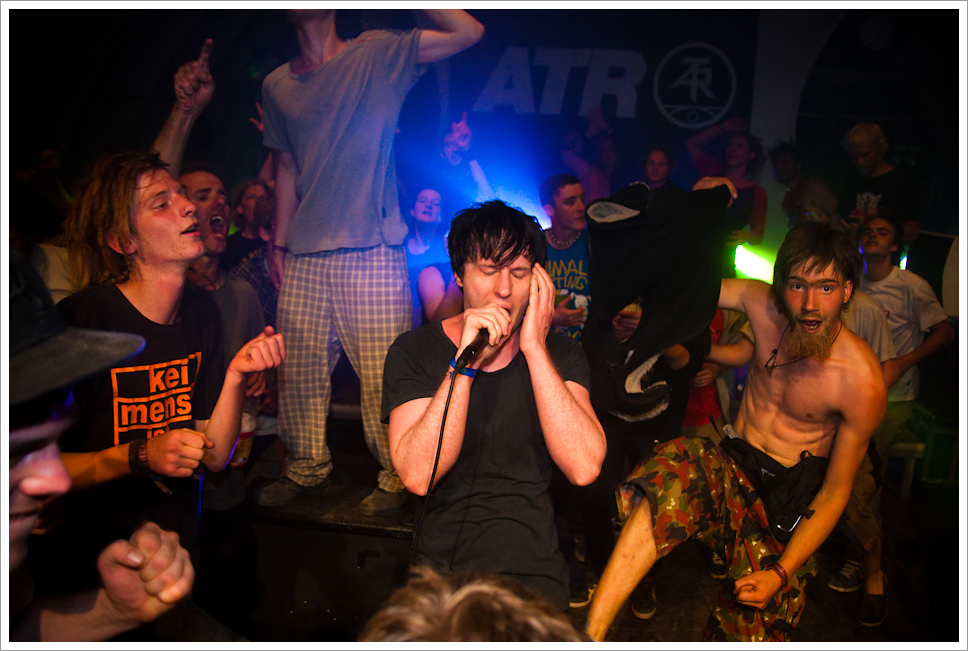
Atari Teenage Riot im Jahr 2010

Auch aus der Technoszene heraus entstanden in den 1990er-Jahren Genre, die Noise-Elemente aufgriffen und damit Techno neu interpretierten. Zentral für die Entwicklung standen zwei deutsche Musiklabel und deren Künstler. Die Ideen unterschieden sich allerdings. Während Glitch beziehungsweise Clicks & Cuts zuerst eine ästhetische Herangehensweise darstellt und im Sinn der Geräuschmusik die Rezeption und Wahrnehmung als Ausgangspunkt nahm, begann Digital Hardcore mit einer dem Punk entlehnten nihilistischen Idee des Aufbegehrens in Abgrenzung zur bestehenden Technoszene.
In den eng miteinander verbundenen Technostilen Glitch und Clicks & Cuts nutzten die Interpreten die Produktionsmittel und das Sounddesign des Techno, nehmen die Musik jedoch aus dem Kontext der Clubkultur, und präsentieren eine Musik, die zwischen Noise und Neuer Musik das Verhältnis von Mensch und Musik infrage stellt. Dabei steht die Wahrnehmung und das Erleben von Musik, Zeit und Raum, um die Frage nach den Grenzen der Musik im Zentrum. Im Rückverweis auf Vorreiter wie John Cage und die Interpreten des Japanoise gehe es in den Stilen „um das Verhältnis des Menschen zu seiner Umwelt“. Beide Stilbegriffe wurde ab dem Jahr 2000 durch die Reihe clicks and cuts des Labels Mille Plateaux populär. Die Anfänge der Genres lagen allerdings in der Mitte der 1990er-Jahre. Das Unternehmen fungierte als ein zentraler Katalysator der Etablierung und Verbreitung. Eine exakte Definition und eine klare Abgrenzung der Begriffe Clicks & Cuts und Glitch zueinander blieb aus. Die Interpreten nutzten „Störartefakte, die häufig durch Verfahren von Mikro-Editing, durch Sampling oder durch manipulierte Musik-Dateien erzeugt werden“. Zu den bekannten Vertretern des Genres werden die deutschen Musiker Alva Noto und Oval gerechnet. Weitere Interpreten stammten aus Japan und setzten die Traditionslinie des Japanoise fort.
Ebenfalls in der Mitte der 1990er-Jahre entstand das Genre Digital Hardcore. Simon Reynolds beschreibt das von dem Berliner Unternehmen Digital Hardcore Recordings, dem Projekt Atari Teenage Riot und dem beides initiierenden Alec Empire ausgehende Genre als Antithese zu der von der Spaßgesellschaft geprägten Rave- und Clubkultur der 1990er-Jahre. Empire, der seine ersten Veröffentlichungen ebenfalls über Mille Plateaux veröffentlicht hatte, und Künstler seines Labels wie EC8OR, Shizuo oder Christoph de Babalon versuchten die Energie des Punk und Hardcore Punk aufzugreifen und durch schlichte, schnelle und verzerrte Beats, Thrash-Metal-Gitarren, Riot-Grrrl-Shouting und eine rohe von Verzerrung und weißem Rauschen getragene Noise-Ästhetik in der elektronischen Musik zu reproduzieren. Simon Reynolds beschreibt das Genre als das reduzierte Underground-Gegenstück zu Big Beat, das in der festen Überzeugung entstand, durch Noise „die Mauern des Establishments einreißen zu können“. Dem Impetus entsprechend verstanden sich die Künstler des Genres als anarchistisch, antifaschistisch und antikapitalistisch. Reynolds beschreibt das Genre in diesem Kontext als eine Punk-Variante des Techno.

### Zeitgenössische Phase

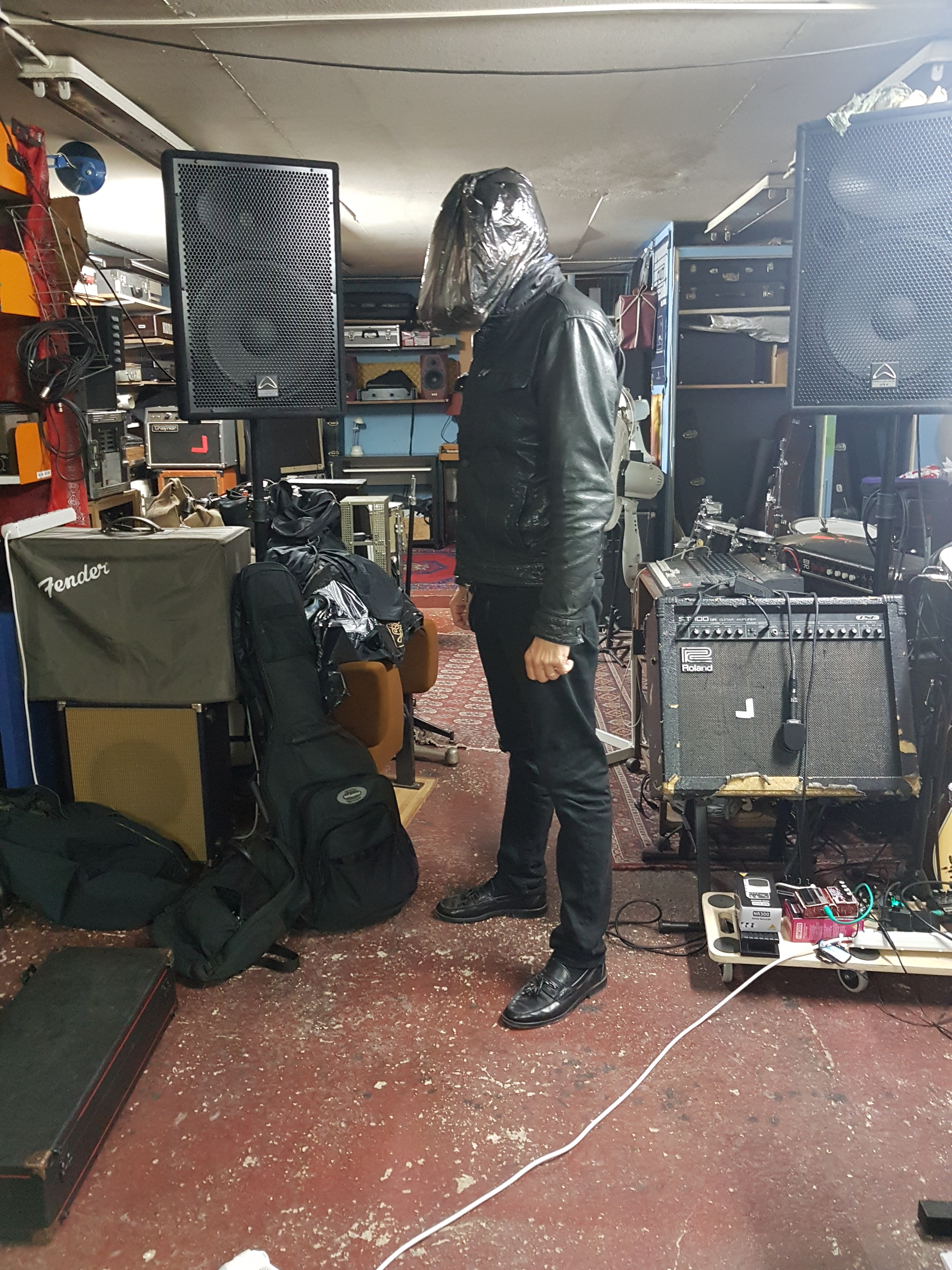
Romain Perrot mit dem für sein agieren als Vomir üblichen schwarzen Plastikbeutel auf dem Kopf

Nach der klassischen Phase des Noise als eine Hochphase der Partikularisierung des Genres und der punktuellen Durchdringung des Mainstreams erfolgten weitere Neuerungen und Quereinflüsse, die sich allerdings nur selten zu eigenständigen Substilen ausgestalteten. Das Ende der klassischen Phase wird in der zweiten Hälfte der 1990er Jahre gesehen.
Projekte wie The Vomit Arsonist und Uboa erweiterten exemplarisch den Ansatz des Death Industrial um Ambient und experimentelle Soundkunst. Andere Gruppen wie Haiku Funeral oder Pando trieben die Crossover-Ideen zwischen Noise-Substilen und Extreme Metal vorwärts. Und ähnlich durchsetzten Ideen des Noise beinahe alle Genre der Popmusik. Und dennoch konnten sich kaum neue Musikstile als eigenständige Noise-Genre festigen.
So entstand Ende der 1990er-Jahre entstand das direkt vom Harsh Noise abgeleitete Subgenre Harsh Noise Wall als eine extrem reduzierte Spielart des Noise. Die erste Generation des Harsh Noise Wall The Rita, Vomir und Richard Ramirez wurde durch den Harsh Noise und Japanoise um Merzbow, Incapacitants und Monde Bruits inspiriert. Projekte wie Macronympha und Dead Body Love knüpften alsbald an. Eine regionale Szene bildete sich dabei nie aus – stattdessen wuchs das Genre als transkulturelles Ereignis global über soziale Netzwerke und Fanzines wie DDD. Vomirs Harsh Noise Wall Festival in Montreuil wurde zu einem zentralen Treffpunkt einer kleinen Szene. Bis 2016 wuchsen drei Generationen an Genre-Künstlern, deren Musik und Performance von radikalem Minimalismus geprägt ist, womit sich Harsh Noise Wall bewusst von der chaotisch-dynamischen Struktur des Harsh Noise und Japanoise abgrenzt.
Stilistisch besteht Harsh Noise Wall aus statischen, überlagerten Klangflächen – erzeugt durch Effektgeräte, Verzerrer oder manipulierte Mikrofonaufnahmen. Die Stücke sind meist durchgehend laut, monoton, verzerrt und verzichten auf jede Form von Entwicklung oder Variation. Der Fokus bleibt, und hier knüpft Harsh Noise Wall am Japanoise an, auf dem reinen Klang, jedoch ohne jedwede Entwicklung. Die Musik besteht vornehmlich aus einer einzelnen Textur, die übersteuert, unnachgiebig, ununterbrochen klingt. Während manche Interpreten den Sound als nihilistisches Statement über Leere und Bedeutungslosigkeit in der Postmoderne begreifen, betonen andere schlicht die physische Erfahrung des Rauschens. Trotz der scheinbaren Einfachheit gibt es unterschiedliche ästhetische Zugänge: von statischen Klangwänden europäischer Prägung bis zu dynamischer arrangierten Texturschichten in amerikanischen Stücken.

## Musikbeispiele
Maurizio Bianchi veröffentlichte 2005 mit dem Album Blut und Nebel einen Remix seiner ersten zehn LPs (aus technischen Gründen mussten die Tracks in drei Teile gespalten werden):
- Blut Und Nebel, CD 1, Teil 1
- Blut Und Nebel, CD 1, Teil 2
- Blut Und Nebel, CD 1, Teil 3